# Хронология Московского метрополитена

Схема развития московского метро до 2019 года. Число справа от точки обозначает количество станций.

Ниже в хронологическом порядке представлены основные события из истории Московского метрополитена. Жирным шрифтом указаны открытия новых станций.

## XIX век

### 1875 год
- Первое предложение по созданию метро в Москве: инженер Василий Титов выдвинул идею проложить подземную железнодорожную линию от Курского вокзала через Лубянскую и Трубную площади до Марьиной рощи. Но до проекта дело так и не дошло[2][3]. Предположительно, против метрополитена была настроена Русская православная церковь. Так, Л. И. Ковалёв в пропагандистской книге «Метро. Сборник, посвящённый пуску Московского метрополитена» без каких-либо ссылок на архивные документы сообщает, что о проекте Балинского некий «архиерей Сергий» написал митрополиту Иннокентию следующее письмо :Возможно ли допустить сию греховную мечту? Не унизит ли себя человек, созданный по образу и подобию Божию, спустившись в преисподнюю? Но официальным аргументом для отказа от строительства стала экономическая нецелесообразность[4][5].

### 1897 год
- Первое упоминание о Московском метрополитене — появились первые планы строительства Московской подземки[6]. Они были увязаны с проектированием в 1890-х окружной железной дороги. В 1897 году по примеру Берлина правление Общества Рязанско-Уральской железной дороги представило проект такой дороги с трёхколейной диаметральной линией для перевозки пассажиров между тупиковыми вокзалами. Линию планировали проложить в тоннеле через центр города, между Трубной площадью и улицей Ильинкой.
- Аналогичный проект предложил инженер Е. Е. Нольтейн из общества Московско-Казанской железной дороги.
- Альтернативный проект был представлен инженером А. И. Антоновичем, который предлагал вынести окружную дорогу как можно дальше, а для связи с городом использовать радиальные линии, по которым бы осуществлялась в том числе и перевозка пассажиров. Шесть радиальных линий сходились к центру Москвы в форме звезды и предназначались для перевозки рабочих, живших в пригородах и работавших в городе, и дачников.
- В результате по проекту Антоновича[7] в 1902—1907 годах была построена Московская окружная железная дорога без радиальных линий, а Городская дума 30 января 1908 года выступила против проекта радиальных линий Антоновича и за сооружение городской железной дороги в пределах городской черты с диаметральными линиями, не употребив, впрочем, термина метрополитен.

## XX век

### 1901 год
- 18 сентября (30 сентября) — обсуждение в Московской городской думе первого проекта метрополитена (автор — инженер П. И. Балинский). Согласно проекту, метрополитен должен был быть большей частью надземным (предполагалось сооружение эстакад) и иметь небольшое число подземных участков в историческом центре — в частности, под Красной площадью. Проект не был утверждён.

### 1912 год
- Московской Городской думой обсуждался новый проект метрополитена — теперь уже полностью подземного. Проект предусматривал строительство трёх подземных линий. Из-за начавшейся Первой мировой войны проект так и не был реализован.

### 1931 год
- 15 июня — на пленуме ЦК ВКП(б) принято решение о строительстве метрополитена в Москве.
- Началась проходка первого участка метрополитена. Опытный участок, с которого 10 декабря началось строительство, располагался на Русаковской улице.

### 1933 год
- 13 августа — в президиум Моссовета представлен технический проект первоочередных линий метрополитена. Проект был утверждён к концу года.
- Переход строительства метрополитена в активную фазу. Устройство 14 шахт по трассе первого радиуса.

### 1934 год
- 15 октября — на пусковом участке появился первый пробный поезд из двух вагонов. Испытания проводились на участке «Комсомольская» — «Сокольники».
- Ноябрь — при Моссовете создано Управление метрополитена.
- Выполнение большей части земляных работ при строительстве пускового участка.

### 1935 год
- 14 мая — в Колонном зале Дома Союзов состоялось торжественное заседание, посвящённое пуску метрополитена.
- 15 мая — открытие для всеобщего пользования первого участка Московского метрополитена. В составе пускового участка длиной 11,2 км открылось 13 станций — «Сокольники», «Красносельская», «Комсомольская», «Красные Ворота», «Кировская» (ныне — «Чистые пруды»), «Дзержинская» (ныне — «Лубянка»), «Охотный Ряд», «Библиотека имени Ленина», «Дворец Советов» (ныне — «Кропоткинская»), «Парк культуры», «Улица Коминтерна» (ныне — «Александровский сад»), «Арбатская» и «Смоленская». Было организовано вилочное движение: участок «Сокольники» — «Охотный Ряд» был общим, далее от «Охотного Ряда» поезда отправлялись в два направления — в сторону станции «Парк культуры» и в сторону станции «Смоленская». Стоимость проезда устанавливалась в 50 копеек. На первом участке работали поезда типа А из четырёх вагонов. Первый участок обслуживало электродепо «Северное». Поезда были оборудованы кнопкой звонка, на которую машинист нажимал при отправлении поезда. 15 мая считается днём рождения Московского метрополитена.
- 1 августа — стоимость проезда снизилась до 40 копеек.
- 1 октября — понижение стоимости проезда до 30 копеек.

### 1936 год
- Составы Московского метрополитена стали шестивагонными.

### 1937 год
- 20 марта — открылась следующая за «Смоленской» станция Московского метрополитена — «Киевская»; перегон «Смоленская» — «Киевская» (ныне относящийся к Филёвской линии) имеет длину 1,3 км и пересекает реку Москву по мосту. «Киевская» стала первой станцией второй очереди метрополитена.
- Закрыт и разобран восточный вестибюль станции «Смоленская» (оказавшийся посередине Садового кольца в процессе расширения улицы), западный вестибюль встроен в высотное здание.

### 1938 год
- 13 марта — открыто движение по участку от «Улицы Коминтерна» до станции «Курская» длиной 2,3 км[уточнить]. Ликвидация вилочного движения, организация раздельного движения по двум радиусам — Кировско-Фрунзенскому и Арбатско-Покровскому. Открыта станция «Площадь Революции».
- 11 сентября — вступил в строй первый участок Горьковского радиуса Московского метрополитена длиной 8,5 км с шестью станциями — «Сокол», «Аэропорт», «Динамо», «Белорусская», «Маяковская» и «Площадь Свердлова» (ныне — «Театральная»).

### 1940 год
- 20 июня — первая пробная поездка вагона типа Г в Московском метрополитене.
- Октябрь — началась опытная работа состава из четырёх вагонов типа Г на Горьковской линии.

### 1941 год
- С началом бомбардировок во время Великой Отечественной войны станции Московского метрополитена использовались как бомбоубежища. На станции «Кировская» был размещён штаб обороны Верховного Главнокомандующего; станцию огородили от путей деревянными перегородками, и поезда на ней не останавливались.
- 15 октября — постановление ГКО об уничтожении метрополитена в случае вхождения неприятеля на территорию Москвы. 16 октября 1941 г. движение поездов прекратилось, станции были заминированы, к вечеру этого же дня постановление было отменено, движение восстановлено.
- 6 ноября — на станции «Маяковская» состоялось торжественное заседание, посвящённое 24-й годовщине Великой Октябрьской Социалистической революции. С докладом выступил Иосиф Виссарионович Сталин. По окончании заседания состоялся концерт.

### 1942 год
- 31 мая — стоимость проезда составила 40 копеек.

### 1943 год
- 1 января — продление Горьковского радиуса от «Площади Свердлова» на 6,2 км в юго-восточном направлении, к автозаводу имени Сталина (станция называлась «Завод имени Сталина», ныне — «Автозаводская»).
- 20 ноября — на действующем перегоне Горьковского радиуса от «Площади Свердлова» до станции «Завод имени Сталина», ныне — «Автозаводская») — открыты промежуточные станции «Новокузнецкая» (название первоначально писалось через дефис) и «Павелецкая».

### 1944 год
- 18 января — началось движение по участку (длиной 7,1 км) Арбатско-Покровской линии от станции «Курская» до станции «Измайловская» (ныне — «Партизанская») со станциями «Бауманская», «Сталинская» (ныне — «Семёновская») и «Измайловская» (ныне — «Партизанская»).
- 15 мая — на действующем участке Арбатско-Покровской линии открыта станция «Электрозаводская».
- 30 декабря — открыт первый переход в Московском метро между станциями «Площадь Свердлова» и «Охотный Ряд». Ныне на «Театральной» сохранились два ходка из трёх над платформой.

### 1946 год
- 9 мая — открыт переход между станциями «Площадь Свердлова» (ныне — «Театральная») и «Площадь Революции».
- 24 декабря — станция «Улица Коминтерна» переименована в «Калининскую».

### 1947 год
- 6 сентября — Московский метрополитен награждён орденом Ленина «за образцовую организацию работы по перевозкам населения и успешное освоение новой техники».
- 7 сентября — начало работы вагонов типа Г в Московском метрополитене. Вагоны нового типа поступили в электродепо «Сокол».
- 21 декабря — открытие второго выхода станции «Площадь Революции».
- На станциях метро впервые появились интервальные часы.
- Введены в эксплуатацию вагоны типа В.

### 1948 год
- 16 августа — увеличение стоимости проезда до 50 копеек.
- Начало эксплуатации серийных вагонов типа Г в Московском метрополитене, на Арбатско-Покровской линии.

### 1950 год
- 1 января — открыт первый участок (длиной 6,4 км) Кольцевой линии со станциями «Курская», «Таганская», «Павелецкая», «Серпуховская» (ныне — «Добрынинская»), «Калужская» (ныне — «Октябрьская») и «Парк культуры». На новой линии начали работу вагоны типа «Г».
- 14 января — первый день работы электродепо «Измайлово», обслуживающего Арбатско-Покровскую линию.

### 1951 год
- Окончание эксплуатации вагонов типов А и Б на Кировско-Фрунзенской и Горьковско-Замоскворецкой линиях.
- 21 декабря — вместо звонка стали объявлять станции. Сначала станции объявлял машинист.

### 1952 год
- 30 января — вступил в эксплуатацию новый участок Кольцевой линии длиной 7 км со станциями «Комсомольская», «Ботанический сад» (ныне — «Проспект Мира»), «Новослободская» и «Белорусская». Старый вестибюль станции «Комсомольская-радиальная» был снесён, на его месте сооружён новый совместный вестибюль для обеих «Комсомольских».
- Начата опытная работа турникетов в московском метро.

### 1953 год
- Февраль — октябрь — На Кольцевой линии в поездах впервые опробована громкоговорящая система оповещения пассажиров.
- 5 апреля — открыт участок Арбатско-Покровской линии глубокого заложения (длина — 4 км) — от станции «Площадь Революции» до станции «Киевская», с промежуточными станциями «Арбатская» и «Смоленская». Поезда были переведены на этот новый участок, использовавшийся ранее участок мелкого заложения был закрыт на консервацию.
- 21 апреля — открыты средний зал и второй выход станции «Павелецкая»-радиальная.
- 12 декабря — все поезда Кольцевой линии оборудованы громкоговорящей системой оповещения пассажиров.

### 1954 год
- 14 марта — замкнулась Кольцевая линия: первых пассажиров принял участок от «Белорусской» до «Парка Культуры» с промежуточными станциями «Краснопресненская» и «Киевская» — общей длиной 5,9 км.
- 1 апреля — вступило в строй электродепо «Красная Пресня».
- 31 июля — открылся второй вестибюль станции «Красные Ворота», встроенный в высотное здание.
- 24 сентября — продление Арбатско-Покровской линии на один перегон — до наземной станции «Первомайская», временно расположившейся на территории электродепо «Измайлово». Длина нового участка — 1,3 км.
- Составы Кировско-Фрунзенской линии (ныне — Сокольнической) стали семивагонными.

### 1955 год
- 30 июля — открыт переход между станциями «Павелецкая»-радиальная и «Павелецкая»-кольцевая.
- 29 ноября — Московский метрополитен имени Л. М. Кагановича переименован в Московский метрополитен имени В. И. Ленина. В связи с этим станция «Охотный Ряд» переименована в «Имени Л. М. Кагановича».
- Введены в пассажирскую эксплуатацию вагоны типа Д; первые составы из таких вагонов работали на Кировско-Фрунзенской линии.

### 1956 год
- 5 июля — станция «Завод имени Сталина» переименована в «Автозаводскую».

### 1957 год
- 1 мая — Кировско-Фрунзенская линия продлена на 2,5 км от станции «Парк культуры» до станции «Спортивная»; помимо последней, на этом участке открылась станция «Фрунзенская».
- Осень — станция «Имени Л. М. Кагановича» переименована обратно в «Охотный Ряд».
- 8 октября — станция «Дворец Советов» переименована в «Кропоткинскую».

### 1958 год
- 1 мая — открылись двери станций («Ботанический сад», ныне «Проспект Мира»; «Рижская»; «Мир», ныне «Алексеевская»; ВСХВ, ныне «ВДНХ») нового — Рижского — радиуса (являющегося в наши дни составной частью Калужско-Рижской линии). На новом радиусе стали работать вагоны типа Г из ранее работавших на Кольцевой и Арбатско-Покровской линиях.
- 7 ноября — открыт участок мелкого заложения (частично наземный) со станциями «Студенческая» и «Кутузовская». Вместе с участком мелкого заложения «Калининская» (ныне «Александровский сад») — «Киевская», движение по которому было возобновлено после консервации, новый участок составил Филёвскую линию.
- 7 ноября — началось активное введение автоматических контрольных пунктов (турникетов) на станциях московского метро.
- Прекращена эксплуатация вагонов типа Г на Арбатско-Покровской линии.

### 1959 год
- 12 января — продление Кировско-Фрунзенской линии на 4,5 км от станции «Спортивная» до станции «Университет»" с промежуточной станцией «Ленинские горы» (ныне — «Воробьёвы горы»).
- 20 апреля — после длительной реконструкции станция метро «Павелецкая» окончательно превратилась из двухзально-пилонной в колонную станцию.
- 7 ноября — Филёвская линия продлена на один перегон длиной 1,6 км. Открылась станция «Фили».
- 12 декабря — станция метро «ВСХВ» переименована в «ВДНХ».
- На ММЗ изготовлены первые опытные вагоны типа Е.

### 1961 год
- 1 января — деноминация. Стоимость проезда в московском метро составила 5 копеек.
- 6 июня — переименование станций Кольцевой линии: «Калужская» переименована в «Октябрьскую», «Серпуховская» переименована в «Добрынинскую».
- 13 октября — длина Филёвской линии увеличилась на 3,6 км: открылись станции «Багратионовская», «Филёвский парк» и «Пионерская».
- 21 октября — пущен участок Арбатско-Покровской линии от станции «Измайловская» до станции «Первомайская» с промежуточной наземной станцией «Измайловский парк» (ныне «Измайловская»). При этом временная «Первомайская», располагавшаяся на территории депо, была закрыта.
- 30 ноября — станция «Сталинская» Арбатско-Покровской линии переименована в «Семёновскую», станция «Охотный Ряд» — в «Проспект Маркса».
- Все станции метрополитена оборудованы турникетами.
- Московским метрополитеном были получены опытные вагоны типа Е. На Филёвской линии начали работу вагоны типа Д.

### 1962 год
- 1 января — первый день работы электродепо «Фили». В депо переданы вагоны типа Д из ТЧ Измайлово.
- 29 мая — станция «Красные Ворота» переименована в «Лермонтовскую».
- 13 октября — открытие Калужского радиуса, ныне являющегося частью Калужско-Рижской линии, со станциями: «Октябрьская», «Ленинский проспект», «Академическая», «Профсоюзная» и «Новые Черёмушки». Построенная на перегоне «Октябрьская» — «Ленинский проспект» «Шаболовская» открылась лишь в 1980 году (подробнее см. в статье об этой станции). Одновременно с открытием участка введено в эксплуатацию электродепо «Калужское».
- Прекращена эксплуатация вагонов типа Г на Горьковско-Замоскворецкой линии.

### 1963 год
- 22 июля — начал работу участок Арбатско-Покровской линии от станции «Первомайская» до станции «Щёлковская» протяжённостью 1,6 км.
- 20 августа — названия станций «Измайловский парк» и «Измайловская» поменялись местами: «Измайловской» стала называться наземная станция, а следующая за ней переименована в «Измайловский парк».
- 30 декабря — продление Кировско-Фрунзенской линии от станции «Университет» на 4,5 км к юго-западу. Открылись станции «Проспект Вернадского» и «Юго-Западная».
- На линиях Московского метрополитена появились вагоны типа Е.

### 1964 год
- 15 апреля — Калужский радиус удлинён на 1,4 км, до временной станции «Калужская», разместившейся на территории электродепо.
- 31 декабря — введён в пассажирскую эксплуатацию участок (длиной 6,2 км) Горьковской линии от станции «Сокол» до станции «Речной вокзал» — с промежуточными станциями «Войковская» и «Водный стадион».
- Прекращена работа вагонов типа В. Последние из них работали в электродепо «Фили».

### 1965 год
- 5 июля — открытие участка Филёвской линии длиной 3,8 км со станцией «Молодёжная».
- 31 августа — на действующем участке Филёвской линии открыта станция «Кунцевская»
- Август — в электродепо «Калужское» вагоны типа Д заменяются на вагоны типа Г, передаваемые из электродепо «Сокол». Вагоны типа Д отправились в ТЧ-1, ТЧ-3 и ТЧ-9.
- 31 декабря — Кировско-Фрунзенская линия продлена на 2,5 км, к Преображенской площади; открыта станция метро «Преображенская площадь».

### 1966 год
- Февраль — электродепо «Северное» начало заменять вагоны типа Д на вагоны типа Е. Вагоны типа Д ушли в депо «Измайлово» и в депо «Фили».
- 26 октября — станция «Мир» была переименована в «Щербаковскую», станция «Ботанический сад» переименована в «Проспект Мира».
- 31 декабря — начал действовать Ждановский радиус (в наши дни — часть Таганско-Краснопресненской линии) протяжённостью 12,9 км с семью станциями: «Таганская», «Пролетарская», «Волгоградский проспект», «Текстильщики», «Кузьминки», «Рязанский проспект» и «Ждановская» (ныне — «Выхино»). Открыто электродепо «Ждановское».

### 1967 год
- 6 ноября — открылся музей Московского метрополитена на третьем этаже южного наземного павильона станции «Спортивная».

### 1968 год
- Открыт северный вестибюль станции «Дзержинская».

### 1969 год
- 10 июля — открыто ТЧ-7 «Замоскворецкое»
- 11 августа — Горьковско-Замоскворецкая линия продлена на 9,5 км от станции «Автозаводская» до станции «Каховская» с промежуточными станциями «Коломенская», «Каширская» и «Варшавская».

### 1970 год
- 30 декабря — Калужский радиус продлён от станции «Октябрьская» на 3,1 км, до станции «Площадь Ногина» (современное название — «Китай-город»). Открыта также промежуточная станция «Новокузнецкая» (ныне — «Третьяковская»). Одновременно Ждановский радиус от станции «Таганская» продлён на 2,9 км до станции «Площадь Ногина». Реальной датой открытия этих станций следует считать 3 января 1971 года.
- На всех оборотных станциях введена маршрутно-релейная централизация.
- Первый год эксплуатации семивагонных поездов на Арбатско-Покровской линии. Одновременно на этой линии начата замена вагонов типов А и Б на вагоны типа Д.
- На Кировско-Фрунзенской линии введены в эксплуатацию вагоны типа Е, Еж, Еж-1, Ем-508 Ем-509 (вагоны перечисленных типов, за исключением Е, а также Ем508Т появились ещё и на Горьковско-Замоскворецкой линии).

### 1971 год
- 31 декабря — введён в эксплуатацию участок от станции «Проспект Мира» до станции «Площади Ногина» длиной 3,2 км со станциями «Колхозная» (ныне «Сухаревская») и «Тургеневская». Образована Калужско-Рижская линия. Реальной датой открытия этих станций следует считать 5 января 1972 года.

### 1972 год
- 30 декабря — начал работу Краснопресненский радиус (ныне — часть Таганско-Краснопресненской линии) с пятью станциями: «Баррикадная», «Улица 1905 года», «Беговая», «Полежаевская» и «Октябрьское Поле».
- Снесён старый наземный вестибюль станции «Киевская» Филёвской линии, открытый в 1937 году. Новый, общий с одноимённой станцией Кольцевой линии, выведен в подземный переход у Киевского вокзала.
- Поезда оборудованы громкоговорящей системой оповещения на всех линиях.

### 1973 год
- 10 августа — завершена реконструкция станции «Дзержинская» Кировско-Фрунзенской линии. В ходе реконструкции у станции появился центральный зал.

### 1974 год
- 12 августа — Калужско-Рижская линия продлена на 2,2 км до станции «Беляево» с промежуточной станцией «Калужская». Старая станция «Калужская», ранее действовавшая в одноимённом депо, закрыта.
- Выведены из эксплуатации вагоны типа Е на Ждановско-Краснопресненской линии; их сменили новые составы из вагонов типов Еж-3, Ем-508Т.

### 1975 год
- 17 декабря — открыт участок «Баррикадная» — «Площадь Ногина» длиной 4,1 км со станциями «Пушкинская» и «Кузнецкий Мост». Ждановский и Краснопресненский радиусы объединены в Ждановско-Краснопресненскую (Таганско-Краснопресненскую) линию.
- 30 декабря — первый день работы участка «Октябрьское поле» — «Планерная» Ждановско-Краснопресненской линии. Протяжённость участка — 8,1 км, на нём — четыре станции: «Щукинская», «Тушинская», «Сходненская» и «Планерная». Начало работу электродепо Планерное.

### 1976 год
- Январь — Вагоны типов А и Б прекратили работу в Московском метрополитене. Последние подобные вагоны работали на Арбатско-Покровской линии.

### 1977 год
- 8 января — террористический акт в Московском метрополитене, ставший причиной гибели восьми человек.
- Начало массового списания вагонов типа Г.
- Первые испытания вагонов типа 81-717/714. 81-717/714 начали работу на Кольцевой линии, где они заменяли старые вагоны типа Г.

### 1978 год
- 29 сентября — продление Калужско-Рижской линии на 8,1 км от станции «ВДНХ»; открытие станций «Ботанический сад», «Свиблово», «Бабушкинская» и «Медведково».
- 30 сентября — пущено электродепо «Свиблово».

### 1979 год
- 20 июля — открытие станции «Горьковская» (ныне — «Тверская»), расположенной на Горьковско-Замоскворецкой линии, между станциями «Маяковская» и «Площадь Свердлова».
- 30 декабря — запуск Калининской линии протяжённостью 11,4 км с шестью станциями: «Марксистская», «Площадь Ильича», «Авиамоторная», «Шоссе Энтузиастов», «Перово» и «Новогиреево». Введено в эксплуатацию ТЧ-12 «Новогиреево», укомплектованное новыми вагонами типа 81-717/714.
- Вагоны 81-717/714 появились на Горьковско-Замоскворецкой линии.

### 1980 год
- 6 ноября — открыта построенная ещё в 1962 году станция «Шаболовская», расположенная на Калужско-Рижской линии между станциями «Октябрьская» и «Ленинский проспект».

### 1982 год
- 17 февраля — на станции «Авиамоторная» Калининской линии произошла авария эскалатора, результатом которой стала гибель восьми человек[8]. С 12 по 28 мая 1982 года осуществлялся капитальный ремонт эскалаторов «Авиамоторной»; станция была закрыта для пассажиров.

### 1983 год
- Прекращена эксплуатация вагонов типа Г в Московском метрополитене. Последние вагоны этого типа работали на Кольцевой и Калужско-Рижской линиях.
- июнь — станция «Новокузнецкая» Калужско-Рижской линии переименована в «Третьяковскую»[9].
- 27 сентября — на Ждановско-Краснопресненской линии введены восьмивагонные поезда.
- 20 октября — по техническим причинам закрыта станция «Ленинские горы» (ныне — «Воробьёвы горы») Кировско-Фрунзенской линии.
- 4 ноября — введено в эксплуатацию электродепо «Варшавское», укомплектованное вагонами типа 81-717/714.
- 8 ноября — открытие Серпуховской линии[10]. Протяжённость пускового участка — 13 км, в его составе — станции «Серпуховская», «Тульская», «Нагатинская», «Нагорная», «Нахимовский проспект», «Севастопольская», «Чертановская» и «Южная».

### 1984 год
- 30 декабря:
  - открыт участок Горьковско-Замоскворецкой линии длиной 2,8 км — от станции «Каширская» до станции «Орехово». Помимо последней, на участке открылись станции «Кантемировская» и «Ленино» (современное название — «Царицыно»).
  - На Филёвской линии запущен поезд «Пионер Кунцева».
  - На Горьковско-Замоскворецкой линии запущен поезд «Московский Комсомолец».
- 31 декабря 1984 — 8 февраля 1985 — движение на новооткрытом участке от станции «Каширская» до станции «Орехово» было прекращено в связи с выходом плывуна. После восстановления организовано вилочное движение: поезда, прибывавшие из центра на станцию «Каширская», отправлялись по очереди в сторону станции «Каховская» и в сторону станции «Орехово».
- В поездах изменена система оповещения пассажиров. На радиальных линиях станции объявляются мужским голосом при движении к центру и женским при движении от центра. На Кольцевой линии мужской голос объявляет станции при движении по часовой стрелке, женский — против часовой стрелки.
- На Кольцевой линии запущен поезд «Дзержинец».

### 1985 год
- 7 сентября — Горьковско-Замоскворецкая линия продлена на 3,4 км от станции «Орехово». Открытие станций «Домодедовская» и «Красногвардейская». В связи с продлением линии изменилась схема движения на вилке на станции «Каширская» — 3 поезда в сторону «Красногвардейской» и 1 в сторону «Каховской».
- 6 ноября — продление Серпуховской линии на 1,1 км — от станции «Южная» до станции «Пражская».
- Окончание эксплуатации вагонов типа Д на Кировско-Фрунзенской линии. На Калужско-Рижской линии появились составы из новых вагонов 81-717/714.
- На Серпуховской линии запущен поезд «Молодогвардеец».

### 1986 год
- На Филёвской линии появились первые составы из вагонов типа Е, Ем-508 Ем-509.
- 23 января — начата эксплуатация участка Серпуховской линии длиной 2,8 км со станциями «Полянка» и «Боровицкая».
- 25 января — открыто движение на участке Калининской линии между станциями «Марксистская» и «Третьяковская» с организацией на последней кросс-платформенной пересадки с Калужско-Рижской линией.
- 25 августа — станция «Лермонтовская» обратно переименована в «Красные Ворота».
- На Горьковско-Замоскворецкой линии началась эксплуатация восьмивагонных поездов.

### 1987 год
- Март — составы Калужско-Рижской линии стали восьмивагонными.
- 20 апреля — пожар в поезде на станции «Павелецкая» Горьковско-Замоскворецкой линии, в результате которого пострадала облицовка станции. Причиной возгорания было короткое замыкание в силовой электрической схеме вагона.
- 6 ноября — Калужско-Рижская линия продлена на 2,9 км от станции «Беляево» с открытием станций «Коньково» и «Тёплый Стан». В связи с продолжением строительства этой линии камеру съезда для оборота вагонов не строили. Был построен X-образный[уточнить] съезд перед станцией «Тёплый Стан» с оборотом вагонов на платформах. При этом каждый второй поезд оборачивался на станции «Беляево».
- 10 декабря — На Калужско-Рижской линии запущен поезд «Гайдаровец».
- 31 декабря — открытие очередного участка Серпуховской линии — длиной 1,6 км, со станцией «Чеховская».

### 1988 год
- 31 декабря — открыт участок Серпуховской линии от станции «Чеховская» до станции «Савёловская» протяжённостью 4,2 км с промежуточными станциями «Цветной бульвар» и «Менделеевская».
- На Горьковско-Замоскворецкой линии вагоны типа Е окончательно заменены на новые вагоны типа 81-714.5/717.5, которые впервые в истории Московского метрополитена стали оборудовать огнетушителями из-за недавнего пожара.
- На Арбатско-Покровской линии запущен поезд «Бауманец».

### 1989 год
- 13 января — станция «Ждановская» и электродепо «Ждановское» переименованы в «Выхино». Ждановско-Краснопресненская линия переименована в Таганско-Краснопресненскую.
- 31 декабря — введён в действие участок Филёвской линии длиной 1,9 км со станцией «Крылатское».
- Ввод системы автоматического регулирования скорости (АРС) на Калининской и Серпуховской линиях.

### 1990 год
- 17 января — началась работа участка Калужско-Рижской линии от станции «Тёплый стан» до станции «Битцевский парк» (ныне — «Новоясеневская») протяжённостью 3,6 км. Помимо «Битцевского парка», открыта станция «Ясенево».
- 24 июня — начало эксплуатации электродепо «Черкизово».
- 1 августа — началось пассажирское движение по участку Кировско-Фрунзенской линии от станции «Преображенская площадь» до станции «Улица Подбельского» (ныне — «Бульвар Рокоссовского») с промежуточной станцией «Черкизовская».
- 5 ноября — масштабное переименование линий и станций Московского метрополитена.
  - Переименованы станции: «Кировская» — в «Чистые пруды», «Дзержинская» — в «Лубянку», «Площадь Ногина» — в «Китай-город», «Проспект Маркса» — обратно в «Охотный Ряд», «Площадь Свердлова» — в «Театральную», «Горьковская» — в «Тверскую», «Калининская» — в «Александровский сад», «Колхозная» — в «Сухаревскую», «Щербаковская» — в «Алексеевскую», «Ленино» — в «Царицыно».
  - Переименованы линии: Кировско-Фрунзенская — в Сокольническую, Горьковско-Замоскворецкая — в Замоскворецкую, Серпуховская — в Серпуховско-Тимирязевскую.
- Прекращена эксплуатация вагонов типа Е на Замоскворецкой линии.

### 1991 год
- 1 марта — открытие участка Серпуховско-Тимирязевской линии от станции «Савёловская» до станции «Отрадное» с промежуточными станциями «Дмитровская», «Тимирязевская», «Петровско-Разумовская», «Владыкино». Протяжённость участка — 8,5 км. Введено в действие электродепо «Владыкино».
- 2 апреля — стоимость проезда составила 15 копеек.
- Станции снабжены экстренной громкой связью.
- Почти все станции оборудованы звуковым сигналом, оповещающим о скором прибытии поезда.
- На всех станциях с увеличенным пассажиропотоком стали звучать объявления на эскалаторах и в переходах.

### 1992 год
- 1 марта — стоимость проезда составила 50 копеек. В оборот введены металлические жетоны.
- 24 июня — стоимость проезда составила 1 рубль.
- 15 ноября — в оборот введены пластмассовые жетоны.
- 12 декабря — стоимость проезда составила 3 рубля.
- 31 декабря — продление Серпуховско-Тимирязевской линии на один перегон (2,6 км) от станции «Отрадное» до станции «Бибирево».
- Производится замена устаревшего подвижного состава: в ТЧ Фили вместо вагонов типа Д начали работу вагоны типа Е, а в ТЧ «Свиблово» на смену вагонам типа Е пришли вагоны 81-714.5/81-717.5; в ТЧ «Измайлово» вагоны типа Д начали заменяться вагонами типа Е, Еж, Еж-1, Ем-508, Ем-509, Ем-508Т; на Замоскворецкой линии вагоны типов Еж и Ем полностью заменены на вагоны 81-714.5/81-717.5.

### 1993 год
- 16 февраля — стоимость проезда составила 6 рублей.
- 25 июня — стоимость проезда составила 10 рублей.
- 15 октября — стоимость проезда составила 30 рублей.
- Впервые представлены вагоны типа 81-720/81-721 «Яуза».
- На Калужско-Рижской линии вагоны типа Е заменяются вагонами нового типа 81-714.5М/81-717.5М.
- На пересадочных станциях при прибытии поезда звучит объявление «Уважаемые пассажиры! При выходе из поезда не забывайте свои вещи» (с 2019 года отсутствует).

### 1994 год
- 1 января — стоимость проезда составила 50 рублей.
- 18 марта — стоимость проезда составила 100 рублей.
- 30 и 31 марта — серия аварий на Серпуховско-Тимирязевской линии, в результате которых пострадали в общей сложности 20 человек. Причиной аварий явилась неисправность системы АЛС-АРС.
- 23 июня — стоимость проезда составила 150 рублей.
- 15 июля — открылась 150-я по счету станция Московского метрополитена «Алтуфьево» Серпуховско-Тимирязевской линии. Протяжённость введённого в эксплуатацию участка — 2 км.
- 21 сентября — стоимость проезда составила 250 рублей.
- 20 декабря — стоимость проезда составила 400 рублей.
- Продлён подуличный переход станции «Царицыно», организован выход на одноимённую железнодорожную платформу.

### 1995 год
- 20 марта — стоимость проезда составила 600 рублей.
- 2 июня — электродепо «Измайлово» списало 2 своих последних состава типа Д; этим была прекращена пассажирская эксплуатация вагонов типа Д в Москве.
- 21 июля — стоимость проезда составила 800 рублей.
- 15 августа — открыт второй переход между станциями «Третьяковская» и «Новокузнецкая».
- 20 сентября — стоимость проезда составила 1000 рублей.
- 20 ноября — введён в действие оборотный тупик станции «Каширская», в результате чего вилочное движение по Замоскворецкой линии ликвидировано, а участок «Каширская» — «Каховская» выделен в Каховскую линию, до открытия первого участка Некрасовской линии в 2019 году являвшуюся самой короткой в Московском метрополитене. Однако и после выделения Каховской линии поезда с Замоскворецкой линии следовали до станции «Варшавская» (в электродепо «Замоскворецкое») и, реже, до станции «Каховская».
- 21 декабря — стоимость проезда составила 1500 рублей.
- 28 декабря
  - пущен первый участок Люблинской линии длиной 12,1 км с шестью станциями — «Чкаловская», «Римская», «Крестьянская Застава», «Кожуховская», «Печатники» и «Волжская». Линия была укомплектована вагонами серий 81-714.5/717.5 и 81-714.5М/717.5М.
  - На Люблинской линии запущен поезд «Московскому метрополитену в честь 60-летнего юбилея».
- На Калужско-Рижской линии вагоны типов Е, Еж, Еж-1, Ем-508 и Ем-509 окончательно заменены на 81-714.5М/717.5М[уточнить].

### 1996 год
- март — списан (в электродепо «Планерное») последний грузовой состав из вагонов типа Д[11].
- 1 мая — Проезд в Московском метрополитене на один день стал бесплатным.
- 11 июня — второй теракт в истории Московского метро. Примерно в 21.10 — 21.15 в вагоне поезда на перегоне «Тульская» — «Нагатинская» Серпуховско-Тимирязевской линии сработало самодельное взрывное устройство; взрыв явился причиной гибели четырёх человек; 16 человек пострадали.
- 25 декабря — открытие участка Люблинской линии протяжённостью 5,4 км от станции «Волжская» до станции «Марьино» с промежуточными станциями «Люблино» и «Братиславская».
- Введены первые электронные месячные проездные билеты с магнитной полосой. Отныне турникет принимает как жетоны, так и электронные проездные билеты.
- На Сокольнической линии началась замена вагонов типа Е вагонами 81-714.5М/717.5М.

### 1997 год
- 11 июня — стоимость проезда составила 2000 рублей.
- 23 июля — открыт переход со станции «Крестьянская Застава» на станцию «Пролетарская».
- 25 августа — открытие вторых входов на станциях «ВДНХ» и «Белорусская»-кольцевая.
- Изменился облик станций «Чистые пруды» и «Беговая» — на них кафельная плитка сменилась мраморной отделкой.

### 1998 год
- 1 января — деноминация. Стоимость проезда составила 2 рубля.
- 1 января — произошёл взрыв в вестибюле станции «Третьяковская». Ранены три человека.
- Введение в Московском метрополитене нового типа подвижного состава — поездов 81-720/81-721 «Яуза». Опытная эксплуатация «Яуз» началась 11 июня на Люблинской линии.
- Объявление «Уважаемые пассажиры! При выходе из поезда не забывайте свои вещи» стало звучать также на каждой третьей станции (с 2019 года отсутствует).

### 1999 год
- 1 января — стоимость проезда составила 4 рубля.
- 16 февраля — в московском метро прекращена оплата жетонами — введены электронные проездные билеты с магнитной полосой. Турникеты полностью переоборудованы для оплаты электронными билетами.
- 18 марта — проведено исследование пассажиропотоков.
- 19 апреля — на главных станционных путях станции «Улица 1905 года» включены бесстыковые рельсовые цепи. С этого момента начинается поэтапное внедрение бесстыковых рельсовых цепей на линиях метрополитена.
- 12 мая — недействующая станция «Ленинские горы» Сокольнической линии переименована в «Воробьёвы горы».
- Сентябрь — на станции «Смоленская» установлены турникеты нового типа.
- 11 декабря — начала действовать станция «Дубровка», находящаяся между станциями «Крестьянская Застава» и «Кожуховская» Люблинской линии.

### 2000 год
- 15 июля — стоимость проезда составила 5 рублей.
- 8 августа — теракт в подземном переходе станции «Пушкинская». Погибли 13 человек, 118 получили ранения.
- 31 августа — приняла первых пассажиров станция «Улица Академика Янгеля» Серпуховско-Тимирязевской линии. Длина нового участка составила 2 км.
- На Сокольнической линии внедрена система автоматического регулирования скорости (АРС).

## XXI век

### 2001 год
- 5 февраля — взрыв на станции «Белорусская»-кольцевая, в результате которого пострадали девять человек.
- 12 декабря — принята в эксплуатацию станция «Аннино» Серпуховско-Тимирязевской линии, отстоящая от «Улицы академика Янгеля» на 1,4 км.

### 2002 год
- 1 октября — стоимость проезда составила 7 рублей.
- 14 декабря — после длительной реконструкции заработала станция «Воробьёвы горы» Сокольнической линии.
- 26 декабря — открыта последняя, самая южная станция Серпуховско-Тимирязевской линии метрополитена — «Бульвар Дмитрия Донского». Впервые в истории Московский метрополитен вышел за пределы МКАД. Линия становится самой длинной в Московском метрополитене.
- Окончание эксплуатации вагонов типа Е на Сокольнической линии.

### 2003 год
- 6 мая — открыта самая глубокая станция Москвы — «Парк Победы», расположенная в 4 км от станции «Киевская» Арбатско-Покровской линии.
- 15 ноября — прорыв плывуна на перегоне «Царицыно» — «Кантемировская». В течение одного дня движение по участку было закрыто.
- 27 декабря — началось движение по Бутовской линии лёгкого метро (БЛЛМ) с пятью станциями: «Улица Старокачаловская», «Улица Скобелевская», «Бульвар Адмирала Ушакова», «Улица Горчакова», «Бунинская аллея». В качестве подвижного состава используются вагоны нового типа — «Русич».

### 2004 год
- 6 февраля — террористический акт на Замоскворецкой линии. В вагоне поезда, следовавшего в сторону центра, около 8:30 на перегоне «Автозаводская» — «Павелецкая» раздался взрыв, жертвами которого стали 39 человек.
- 1 апреля — стоимость проезда составила 10 рублей.
- 1 июля — после реконструкции открыт объединённый вестибюль станций «Театральная» и «Площадь Революции».
- 3 июля — на Серпуховско-Тимирязевской линии появился первый восьмивагонный состав.
- 31 августа — теракт у вестибюля станции «Рижская». Погибло 10 человек, 33 человека пострадали.
- Август — начало работ над созданием централизованной системы видеонаблюдения в вагонах.
- 10 ноября — принята в эксплуатацию Московская монорельсовая транспортная система.

### 2005 год
- 1 января — стоимость проезда составила 13 рублей.
- 16 февраля — на Сокольнической линии запущен поезд «Московскому метрополитену 70 лет».
- 25 марта — на Сокольнической линии запущен поезд «Moscow 2012 Candidate City».
- 1 мая — начал свою работу Ситуационный центр Московского метрополитена.
- 3 мая — станция «Измайловский парк» Арбатско-Покровской линии переименована в «Партизанскую».
- 15 мая — станция «Семёновская» закрыта для входа и выхода пассажиров в связи с капитальным ремонтом эскалаторов. Поезда Арбатско-Покровской линии следуют через станцию без остановки.
- 25 мая — крупная авария электроснабжения в Москве. Была нарушена работа многих линий.
- 2 сентября — открыт второй вход на станции «Маяковская» Замоскворецкой линии.[12]
- 6 сентября — у Московского метрополитена появился официальный сайт.
- 10 сентября — открыта станция «Деловой центр» Филёвской линии. На Филёвской линии организовано вилочное движение — от станции «Александровский сад» поезда отправляются до станции «Крылатское» и до станции «Деловой центр». Длина введённого в эксплуатацию участка — 2,2 км.
- 25 и 26 октября прошла демонстрация систем антитеррористической безопасности (в том числе испытываемой системы централизованного видеонаблюдения в вагонах — 2 тестовых состава на Калининской линии), внедряемых на Московском метрополитене. Демонстрация прошла в рамках работы экспертной комиссии руководителей служб безопасности Римско-Лионской группы стран «Большой восьмёрки».
- Окончание эксплуатации вагонов типа Е на Арбатско-Покровской линии.
- В поездах добавилось объявление «Уважаемые пассажиры! Будьте взаимно вежливы! Уступайте места инвалидам, пожилым людям и пассажирам с детьми». О необходимости уступать места беременным женщинам стали объявлять начиная с 2008 года[источник не указан 3167 дней]. С 2019 года — «Будьте вежливы! Уступайте места инвалидам, пожилым людям, пассажирам с детьми и беременным женщинам».
- На Филёвской линии начата эксплуатация вагонов «Русич».

### 2006 год
- 1 января — стоимость проезда составила 15 рублей.
- 6 марта — Серпуховско-Тимирязевская линия полностью перешла на эксплуатацию восьмивагонных поездов.
- 19 марта — авария на Замоскворецкой линии. Из-за строительства на поверхности над перегоном «Войковская» — «Сокол» железобетонная свая пробила грунт, тоннель и прошила вагон проходящего поезда. Пострадавших нет. Возбуждено уголовное дело по факту несоблюдения техники безопасности при строительных работах.
- 28 апреля — после завершения капитального ремонта эскалаторов вновь открыта станция «Семёновская» Арбатско-Покровской линии.
- 11 августа — с 20:00 движение на участке «Орехово» — «Красногвардейская» прекращено на 3 дня из-за замены шестистрелочного тупика на станции «Красногвардейская».
- 30 августа — открыта станция Международная (ныне Москва-Сити) Филёвской линии, 172-я станция Московского метрополитена. Новый перегон стал самым коротким в Московском метрополитене. Его длина — 379 м.
- 26 декабря — началась работа с пассажирами первого из составов модели 81-740/741 «Русич» на Арбатско-Покровской линии.
- В эксплуатируемых вагонах появились первые видеокамеры. На 81 вагоне Кольцевой линии установлено оборудование централизованной системы видеонаблюдения
- Начал работу Ситуационный центр УВД на Московском метрополитене. По своему техническому оснащению он полностью аналогичен Ситуационному центру Московского метрополитена, но его основной задачей является наблюдение за общественным порядком и предупреждение совершения противоправных действий

### 2007 год
- 1 января — стоимость проезда составила 17 рублей.
- 15 января — на станции «Павелецкая» -кольцевая возникло возгорание, которое вскоре было ликвидировано.
- 20 января — введены в продажу бесконтактные смарт-карты «Ультралайт» на 10, 20 и 60 поездок.
- 19 мая — станция «Электрозаводская» закрыта для входа и выхода пассажиров в связи с капитальным ремонтом эскалаторов. Поезда Арбатско-Покровской линии следуют через станцию без остановки.
- 1 июня — на Арбатско-Покровскую линию вышел состав «Акварель», в вагонах которого выставлены работы художника Сергея Андрияки и его учеников; каждый из вагонов оформлен в определённой цветовой гамме. От прочих поездов типа «Русич» «Акварель» отличается и внешним оформлением: на стены вагонов нанесены изображения различных цветов — хризантем, ромашек и др.
- 18 и 19 августа — на выходные отрезок Филёвской линии от «Кунцевской» до «Крылатского» был закрыт в связи с проведением ремонтных работ по реконструкции путей (строительство Строгинско-Митинской линии). Временно был организован маршрут автобуса «М» от станции «Крылатское» до станции «Пионерская». Между станциями «Пионерская» и «Багратионовская» по второму пути курсировал челночный поезд, а на «Багратионовской» поезда из центра прибывали на первый путь и с него же уходили обратно, съезжая после станции на второй.
- 30 августа — открыта «Трубная» Люблинско-Дмитровской линии, 173-я станция Московского метрополитена.
- 3 сентября — после реконструкции открыт западный вестибюль станции «Арбатская» Арбатско-Покровской линии, закрытый 18 мая 2006 года.
- 29 декабря — открыт «Сретенский бульвар» Люблинско-Дмитровской линии, 174-я станция Московского метрополитена (без собственного выхода в город и перехода на станцию «Чистые пруды» Сокольнической линии, выход и вход на станцию осуществляются через станцию «Тургеневская» Калужско-Рижской линии).
- Видеокамеры появились в вагонах поездов Сокольнической линии. Оборудование централизованной системы видеонаблюдения установлено на 249 вагонах этой линии и ещё на 138 вагонах Кольцевой линии.

### 2008 год
- 1 января — стоимость проезда составила 19 рублей.
- 2—7 января — в связи с работами по реконструкции путевого развития (обусловленными переводом участка «Кунцевская» — «Крылатское» Филёвской линии в состав Арбатско-Покровской линии) участок Филёвской линии от станции «Пионерская» до станции «Крылатское» закрыт.
- 7 января:
  - В 5 часов 30 минут открыт для движения поездов Арбатско-Покровской линии перегон Парк Победы — Кунцевская со строящейся станцией «Славянский бульвар». С учётом передачи участка Кунцевская — Крылатское в состав Арбатско-Покровской линии движение поездов временно (до официальной церемонии) осуществляется на участке Щёлковская — Молодёжная. Открыта южная платформа станции «Кунцевская» (175-я станция) и переходы с неё на старую платформу.
  - В 11 часов 35 минут для пассажиров открыта станция метро «Строгино» (176-я станция) с восточным вестибюлем. Пассажирское движение на перегоне Молодёжная — Крылатское, закрытое в 1:03 мск 2 января 2008 года, окончательно восстановлено.
- 13 января — открыт переход между станциями «Чистые пруды» и «Сретенский бульвар».
- 22 января — открыт западный вестибюль станции «Строгино» Арбатско-Покровской линии.
- 31 мая — на станции «Воробьёвы горы» состоялась торжественная церемония пуска нового именного поезда «Читающая Москва».
- 3 июня — поезд «Читающая Москва» начал регулярное движение по Кольцевой линии.
- 3 июня — подписано постановление Правительства Москвы о переименовании станций «Деловой центр» и «Битцевский парк» в «Выставочную» и «Новоясеневскую» соответственно[13].
- 25 июня — в 16 часов 59 минут на перегоне между станциями «Владыкино» и «Отрадное» Серпуховско-Тимирязевской линии произошёл сход четырёх вагонов поезда. В 17 часов 10 минут была начата эвакуация пассажиров. В 17 часов 42 минуты эвакуация была полностью завершена. Пострадавших нет. Задымления и возгорания не было. Движение поездов осуществлялось от станции «Бульвар Дмитрия Донского» до станции «Савёловская». С 19 часов 19 минут организовано движение поездов между станциями «Алтуфьево» и «Отрадное». До этого также было организовано движение челночных поездов на участках «Дмитровская» — «Тимирязевская» и «Тимирязевская» — «Петровско-Разумовская».
- 26 июня — с начала работы метрополитена возобновлено движение поездов в обычном режиме на всей Серпуховско-Тимирязевской линии.
- 8 июля — при буровых работах на пересечении Кировоградской улицы и Сумского проезда была повреждена шахта метро. Движение не останавливалось, пострадавших нет[14].
- 7 сентября — открыта станция «Славянский бульвар» Арбатско-Покровской линии, 177-я станция Московского метрополитена.
- 28 ноября — станция «Электрозаводская» вновь открыта после полуторалетнего ремонта.
- Ноябрь — окончательное прекращение эксплуатации вагонов типа Еж, Еж1, Ем и их модификаций на Сокольнической линии. Официальная пассажирская эксплуатация завершилась ещё 24 июля, однако два последних состава оставались до ноября в резерве.
- На конечных станциях в оповещении при прибытии поезда вместо «Конечная. Поезд дальше не идёт. Просьба освободить вагоны» звучит «…Просьба выйти из вагонов» (с 2019 года — «…Пожалуйста, выйдите из вагонов»).
- Начало эксплуатации опытного состава «81-740.4/81-741.4 Русич» с салонными кондиционерами на Кольцевой линии.
- На Люблинско-Дмитровской линии началась эксплуатация восьмивагонных поездов.

### 2009 год
- 1 января — стоимость проезда составила 22 рубля.
- 12 января — В связи с продолжением работ по реконструкции Ленинградского проспекта временно закрыт западный вестибюль станции «Сокол» (выход в город на Ленинградский проспект и к улицам Песчаная и Алабяна, в сторону Церкви Всех Святых).
- 1 июня — фактически переименованы «Деловой центр» и «Битцевский парк» в «Выставочную» и «Новоясеневскую» соответственно.
- 15 и 16 августа — в связи с необходимостью выполнить работы по вводу в эксплуатацию новой системы сигнализации для организации движения поездов закрываются участки «Киевская» — «Строгино» Арбатско-Покровской линии и «Пионерская» — «Кунцевская» Филёвской линии. В качестве компенсации организовано движение дополнительных автобусов от «Пионерской» до «Крылатского» с остановкой у «Кунцевской» и «Молодёжной» (М-2), от «Киевской» до «Славянского бульвара» с остановкой у «Парка Победы» (М-3) и от «Щукинской» до «Строгино» (М-1).
- Сентябрь — окончательное прекращение эксплуатации вагонов типа Еж, Ем и их модификаций на Филёвской линии
- 26 декабря — открыт участок «Строгино» — «Митино» Арбатско-Покровской линии. В составе участка открыты станции «Мякинино», «Волоколамская» и «Митино», ставшие 178-й, 179-й и 180-й станциями Московского метрополитена соответственно. Впервые в истории Московского метрополитена метро пришло в Московскую область (станция «Мякинино» полностью находится вне Москвы).
- Начало массовой эксплуатации вагонов «81-740.4/81-741.4» с салонными кондиционерами на Арбатско-Покровской линии.
- На Калининской линии началась эксплуатация восьмивагонных поездов.

### 2010 год
- 1 января — стоимость проезда составила 26 рублей.
- 2 января — временно закрывается для входа и выхода пассажиров вестибюль станции «Октябрьская» Кольцевой линии для замены эскалаторов, технический срок эксплуатации которых подошёл к концу. На время закрытия вестибюля станции «Октябрьская» — кольцевая по рабочим дням с 8:00 до 11:00 вестибюль станции «Октябрьская» Калужско-Рижской линии работал только на выход пассажиров, в остальное время — на вход и выход. Переход между станциями, в течение всего времени реконструкции, работал только в направлении со станции «Октябрьская» Кольцевой линии на станцию «Октябрьская» Калужско-Рижской линии. Вестибюль после реконструкции был открыт 15 ноября 2010 года[15]
- 1 февраля — в результате проведённого анализа пассажиропотоков на станциях «Октябрьская» Кольцевой и Калужско-Рижской линий, принято решение снять часть ограничений режима работы, связанных с заменой эскалаторов и реконструкцией вестибюля станции «Октябрьская» Кольцевой линии. Переход между станциями, будет работать в оба направления, за исключением утреннего часа пик — с 8:00 до 9:15. Режим работы вестибюля станции «Октябрьская» Калужско-Рижской линии также изменяется: он будет работать только на выход с 8:00 до 9:15[16].
- 29 марта — террористические акты на Сокольнической линии на станциях «Лубянка» и «Парк культуры». 40 человек погибло, 88 ранено.
- Май — изготовление опытного трёхвагонного поезда из вагонов 81-760/761.
- 29 мая — закрытие на реконструкцию для замены эскалаторов перехода между станциями «Белорусская»-радиальная и «Белорусская»-кольцевая.
- 19 июня — открыт участок «Трубная» — «Марьина Роща» Люблинско-Дмитровской линии. В составе участка открыты станции «Достоевская» и «Марьина Роща», ставшие 181-й и 182-й станциями Московского метрополитена соответственно.
- Осень — прекращение эксплуатации метровагонов типа Еж и Ем и всех её модификаций на Арбатско-Покровской линии.
- 17 ноября — на Филёвской линии запущен поезд «Поэзия в метро».
- 10 декабря — Повторное открытие перехода между станциями «Белорусская»-радиальная и «Белорусская»-кольцевая.
- В поездах добавилось объявление «Уважаемые пассажиры! О подозрительных предметах сообщайте машинисту» (с 2019 года — «О подозрительных предметах сообщайте машинисту») (сначала объявление делали машинисты, а затем и громкоговорители).

### 2011 год
- 1 января — стоимость проезда составила 28 рублей.
- 5 февраля — закрытие станции «Парк культуры»-кольцевая на реконструкцию.
- 7 февраля — начальником Московского метрополитена был назначен Иван Беседин.
- 31 мая — открыт вестибюль станции «Сретенский бульвар».
- 28 ноября — начало регулярной эксплуатации вагонов 81-717/714 на Филёвской линии.
- 1 декабря — окончание эксплуатации вагонов типа 81-717/714 на Кольцевой линии и полная замена вагонами «81-740.4/81-741.4» с салонными кондиционерами.
- 2 декабря — открыт участок «Марьино» — «Зябликово» Люблинско-Дмитровской линии протяжённостью 4,5 км. В составе участка открыты станции «Борисово», «Шипиловская» и «Зябликово», ставшие 183-й, 184-й и 185-й станциями Московского метрополитена соответственно. Открыт пересадочный узел со станции «Зябликово» на станцию «Красногвардейская» Замоскворецкой линии метро.
- Декабрь — начало строительства участка Солнцевской линии от станции «Деловой центр» до станции «Парк Победы»

### 2012 год
- Февраль — начало поставок вагонов типа 81-760/761 «Ока».
- 12 апреля — начало эксплуатации вагонов типа 81-760/761 «Ока» на Калининской линии
- 28 апреля — после реконструкции открыта станция «Парк культуры»-кольцевая.
- 1 августа — на Кольцевой линии запущен поезд «175 лет железным дорогам России».
- 30 августа — открыта 186-я станция «Новокосино», расположенная на Калининской линии.
- Октябрь — начало эксплуатации вагонов 81-717/714 на Таганско-Краснопресненской линии.
- 24 декабря:
  - открыта 187-я станция «Алма-Атинская», расположенная на Замоскворецкой линии
  - открыт второй (северный) вестибюль станции «Марьина Роща»[17].
- 26 декабря — начало эксплуатации вагонов типа 81-760/761 «Ока» на Серпуховско-Тимирязевской линии
- 28 декабря — открыта станция «Пятницкое шоссе» Арбатско-Покровской линии, ставшая 188-й станцией Московского метрополитена.

### 2013 год
- 2 января — обвал облицовки потолка в кассовом зале одного из вестибюлей недавно открытой станции «Пятницкое шоссе».
- Март — на Сокольнической линии начата эксплуатация вагонов 81-717/714.
- Апрель — на Калининской линии прекращена эксплуатация вагонов 81-717/714.
- 2 апреля — введение билетов «Единый» (1 поездка — 30 рублей) и «90 минут» (1 поездка — 50 рублей), предназначенных для поездок в метро и на наземном транспорте. Введение транспортной карты «Тройка».
- 5 мая — около 9:00 на Таганско-Краснопресненской линии на перегоне «Выхино» — «Рязанский проспект» произошло возгорание контактного рельса, в результате чего из тоннеля было эвакуировано около 300 человек и движение на перегоне «Текстильщики» — «Выхино» было остановлено на несколько часов.
- Конец мая — Бутовская линия получила новое обозначение — 12 вместо Л1.
- 5 июня — в 8:20 на перегоне «Охотный Ряд» — «Библиотека имени Ленина» Сокольнической линии произошло возгорание силового кабеля, потушенное в 9:04. Из тоннеля эвакуировано свыше 1500 человек, 76 понадобилась медицинская помощь. Из работы исключён участок линии «Комсомольская» — «Парк культуры», через некоторое время движение было восстановлено. В тот же день в 16:50 в тоннеле Серпуховско-Тимирязевской линии между станциями «Петровско-Разумовская» и «Тимирязевская» к центру остановился поезд, застряв в перегоне на 25 минут.
- 29 июня — закрытие на 1 год северного вестибюля станции «ВДНХ» для проведения замены эскалаторов.
- 9 августа — в 16:45 на перегоне «Цветной бульвар» — «Менделеевская» в поезде «Ока» произошла поломка и возгорание тормозной системы, в результате чего состав остановился и начал заполняться дымом. 4 людям потребовалась медицинская помощь. В общей сложности состав простоял в тоннеле около 50 минут, после чего состав, следующий за ним, отогнал его на станцию «Менделеевская». Движение поездов на Серпуховско-Тимирязевской линии отсутствовало на протяжении 2 часов.
- 10—11, 24—25 августа — закрытие участка «Кузьминки» — «Выхино» в связи с проведением работ для примыкания нового участка[18]
- 12 сентября — на станции «Серпуховская» расцепились вагоны подвижного состава[19].
- 9 октября — в Московский метрополитен был опущен Огонь XXIII зимних Олимпийских Игр 2014 г. Делегация провезла огонь по Арбатско-Покровской линии до станции «Парк Победы».
- 9 ноября — открыты 189-я и 190-я станции «Лермонтовский проспект» и «Жулебино» на Таганско-Краснопресненской линии.
- 18 ноября — началось строительство перегона от станции «Селигерская» до станции «Верхние Лихоборы»[20].
- 25 декабря — открыт восстановленный вход станции «Маяковская», замурованный с сентября 2005 года, расположенный в доме 30 по Тверской улице[21].

### 2014 год
- 1 января — стоимость одной поездки на картонном носителе возросла с 30 до 40 рублей, однако по карте «Тройка» она осталась прежней — 28 рублей, также не изменилась стоимость билетов «Единый» на несколько поездок.
- 15 января:
  - на Серпуховско-Тимирязевской линии запущен поезд «Сочи-2014».
  - введено в эксплуатацию электродепо ТЧ-17 «Братеево».
- 22 января — при проведении строительных работ на станции Кожухово Малого кольца МЖД строительная свая пробила тоннель метро между станциями метро «Автозаводская» и «Коломенская», на несколько часов закрыто движение на участке «Автозаводская» — «Орехово»[22]
- 31 января — открылись новая станция «Деловой центр» и один из путей перегона «Деловой центр» — «Парк Победы», относящиеся к Солнцевской линии[23].
- 27 февраля — открылись станции «Лесопарковая» и «Битцевский парк» Бутовской линии вместе с пересадкой на станцию «Новоясеневская» Калужско-Рижской линии. В результате число действующих станций увеличилось до 194.
- 1 июня — снова открылся северный вестибюль станции «ВДНХ».
- 8 июля — станция «Улица Подбельского» переименована в «Бульвар Рокоссовского».
- 15 июля — на Арбатско-Покровской линии утром произошёл сход с рельсов состава, шедшего от «Парка Победы» до «Славянского бульвара». В катастрофе погибли 20 человек, более 100 госпитализированы. Несколько дней не работал участок «Молодёжная» — «Киевская», движение открыто 19 июля[24][25].
- 27 августа — на действующем участке Таганско-Краснопресненской линии «Тушинская» — «Щукинская» открыта 195-я станция метро «Спартак».
- 18 октября, 8 ноября — закрытие на два дня участка «Белорусская» — «Новокузнецкая» для реконструкции путевой инфраструктуры[26][27]
- 6 декабря — закрытие на один день участка «Университет» — «Юго-Западная» для подключения станции «Тропарёво»[28] (ранее планировалось 8 ноября)
- 8 декабря — открылась 196-я станция метро «Тропарёво» на Сокольнической линии.

### 2015 год
- 2—5 января — закрытие на четыре дня участка «Университет» — «Тропарёво» для разборки стрелочных съездов за станцией «Юго-Западная»[29].
- 1 февраля — стоимость одной поездки на картонном носителе возросла с 40 до 50 рублей, по карте «Тройка» c 28 до 30 рублей, изменилась стоимость билетов «Единый» на несколько поездок.
- 8 февраля — закрытие станции «Бауманская» для замены эскалаторных комплексов (самые старые на этот день эскалаторы московского метро — три эскалатора типа Н-40-III, установленные в 1944 году. Они же являются самыми старыми действующими тоннельными эскалаторами в мире)[30].
- Апрель — на Серпуховско-Тимирязевской линии прекращена эксплуатация вагонов 81-717/714.
- 30 мая — закрытие на год на реконструкцию и замену эскалатора вестибюля станции «Проспект Мира» Кольцевой линии.
- 21 сентября — открылась 197-я станция метро «Котельники» на Таганско-Краснопресненской линии.
- 14 ноября — закрыт на реконструкцию восточный вестибюль станции «Полежаевская»[31][32] в ходе строительства перехода на станцию «Хорошёвская» Большой кольцевой линии[33][34]. Ориентировочная дата открытия 30 декабря 2017 года. При этом открыта для пассажиров вторая платформа, на которую вместо первой стали открывать двери поезда в сторону центра.
- 24 декабря — после ремонта открыта станция «Бауманская».
- 28 декабря — на действующем участке Замоскворецкой линии «Автозаводская» — «Коломенская» открыта 198-я станция метро «Технопарк».
- Конец декабря — в поездах добавлены объявления о выходе к железнодорожным вокзалам, станциям и платформам, на которые есть наземные пересадки. На Таганско-Краснопресненской линии объявление станций переводится на английский язык. Также добавлены следующие объявления:

1. «Обращаем ваше внимание, что за нахождение в поезде, следующем в тупик, предусмотрена административная ответственность в соответствии с законодательством Российской Федерации» (2017—2019 годы — «За нахождение в поезде, следующем в тупик, в соответствии с законодательством Российской Федерации предусмотрена административная ответственность», с 2019 года — «Пассажирам запрещено находиться в поезде, который следует в тупик. За это предусмотрена административная ответственность согласно законодательству Российской Федерации») (женским голосом на конечных станциях, с 2019 года — обоими голосами).
2. «Уважаемые пассажиры! В связи с увеличением количества поездов время высадки и посадки на станции „Выхино“ ограничено. Не задерживайте отправление поезда» (при отправлении к станции и прибытии на неё) (1993—2005 годы — «…Заранее готовьтесь к выходу из поезда», 2005—2015 годы — «Просьба заранее готовиться к выходу» (только при отправлении), с 2019 года отсутствует).
3. «Уважаемые пассажиры! В вагоне поезда держитесь за поручни» (с 2019 года — «Для вашей безопасности держитесь за поручни»).
4. «Уважаемые пассажиры! Будьте внимательны и осторожны при выходе из вагона» (с 2019 года — «Будьте осторожны, выходя из вагона»).
5. «Обращаем внимание, что станция „Партизанская“ имеет три станционных пути. Будьте внимательны и осторожны!» (при отправлении к станции) (с 2016 года, в связи с открытием перехода на станцию Московского центрального кольца Измайлово, отсутствует).

### 2016 год
- 1 января — стоимость проезда по карте «Тройка» в метро составила 32 рубля. Отменены билеты «Единый» на 5 и 11 поездок, ряд билетов «ТАТ» и ряд билетов «90 минут».
- 2 января —
  - закрытие северного вестибюля станции «Красные Ворота» для замены эскалаторов ориентировочно до 31 августа 2017 года
  - закрытие на реконструкцию станции «Фрунзенская» для замены эскалаторов
- 18 января — открылась 199-я станция метро «Румянцево» на Сокольнической линии.
- 15 февраля — открылась 200-я станция метро «Саларьево» на Сокольнической линии. Графиковый оборот поездов по ней был начат после открытия станции «Румянцево».
- 27 февраля — движение по перегону «Парк Победы» — «Деловой центр» Солнцевской линии перенесено со II на I путь. II путь закрыт на период достройки[35].
- 7 марта — авария СЦБ на станции «Новые Черёмушки» Калужско-рижской линии, приведшая к сбою на южном участке линии и ремонту с 9 по 11 марта систем контроля движения линии[36].
- 24 марта — на Кольцевой линии запущен поезд «Герои на все времена» к 100-летию киностудии имени Горького.
- 12 апреля — на Таганско-Краснопресненской линии запущен «Космический поезд», посвящённый 55-летию со дня первого полёта человека в космос.
- 8 мая — на Кольцевой линии запущен поезд «Кино Победы».
- 16 мая — открытие после года реконструкции и замены эскалатора вестибюля станции «Проспект Мира» Кольцевой линии.
- 30 мая — на Арбатско-Покровской линии запущен второй поезд «Кино Победы».
- 27 июня — на Кольцевой линии запущен поезд «Легенды кино».
- 8 июля — на станции метро «Выхино» произошёл пожар из-за короткого замыкания в силовом кабеле.
- 22 июля — на Кольцевой линии объявление станций переводится на английский язык.
- 29 июля — на Серпуховско-Тимирязевской линии запущен поезд «Полосатый экспресс».
- 22 августа — вышло постановление Правительства Москвы № 519-ПП, согласно которому допускается пересадка без дополнительной оплаты[37]:
  - с любых станций Московского метрополитена и станций МЦК на станции монорельса «Выставочный центр», «Тимирязевская»;
  - с любых станций монорельса
    - на станции Московского метрополитена «ВДНХ», «Тимирязевская»;
    - на станции МЦК «Окружная», «Владыкино», «Ботанический сад», «Ростокино».
- 27 августа — на Серпуховско-Тимирязевской линии запущен поезд «Союзмультфильм».
- 29 августа — открытие второй платформы станции «Петровско-Разумовская», пока без собственного выхода. Движение поездов из центра перенесено на новый путь у второй платформы[38].
- 10 сентября — открыто пассажирское движение на Московском центральном кольце. Часть пересадок между станциями метро и платформами МЦК заработала в объединённых вестибюлях (без выхода на улицу), в частности, заработал задел на переход на станции «Ленинский проспект». На МЦК введена общая система оплаты с метро с ограниченной возможностью бесплатной пересадки. В метро добавлены объявления пересадок на платформы МЦК (называемые в объявлениях «станциями»).
- 16 сентября — открытие станций «Бутырская», «Фонвизинская» и «Петровско-Разумовская» Люблинско-Дмитровской линии. Длина северного участка линии увеличилась на 5 км. Таким образом, общая длина путей Московского метрополитена увеличилась до 340 км, а количество станций до 203[39].
- 18 сентября — со станции МЦК «Балтийская» открыт северный выход (на улицу Адмирала Макарова)[40].
- 10 октября — вышло постановление Правительства Москвы № 651-ПП, которым допускается пересадка без дополнительной оплаты[37][41]:
  - с любых станций Московского метрополитена и станций МЦК на станцию монорельса «Улица Милашенкова»;
  - с любых станций монорельса на станцию Московского метрополитена «Фонвизинская».
- 11 октября — открылись ещё две станции МЦК: «Дубровка» и «Соколиная Гора»[42].
- 29 октября —
  - закрытие северного вестибюля станции «Ленинский проспект» для замены эскалаторов и наземной части вестибюля ориентировочно до 30 сентября 2017 года.
  - на Филёвской линии начаты работы по поэтапному капитальному ремонту станций и сопутствующей инфраструктуры. Закрыты платформы станций «Студенческая» и «Фили» при следовании из центра, закрыты западный вестибюль станции «Фили» и частично вестибюль станции «Студенческая»[43]. За несколько недель до закрытия предполагалось закрыть другие станции.
- 1 ноября — станция МЦК «Коптево» открылась для пассажиров. Она стала 29-й по счёту[44].
- 4 ноября — открылась для пассажиров станция «Зорге» Московского центрального кольца, ставшая 30-й по счёту[45].
- 7 ноября — на Сокольнической линии запущен поезд «Великие полководцы».
- 8 ноября — открылась для пассажиров последняя, 31-я станция Московского центрального кольца — «Панфиловская»[46].
- 25 ноября — в рамках капитального ремонта станций Филёвской линии закрыт западный вестибюль станции «Пионерская»[47].
- 30 ноября — на Кольцевой линии запущен поезд «С искусством по пути».
- 13 декабря — вышло постановление Правительства Москвы № 850-ПП, которым допускается пересадка без дополнительной оплаты[48]:
  - между станциями «Нагатинская» и Верхние Котлы;
  - между станциями «Волгоградский проспект» и Угрешская (отменена в марте 2019 года).
- 19—27 декабря — закрыто движение по перегону «Парк Победы» — «Деловой центр» для наладки оборудования на строящемся участке Солнцевской линии от станции «Деловой центр» до станции «Раменки»[49]. 28 декабря челночный режим по I пути возобновлён[50].
- 22 декабря — в подуличном переходе станции метро «Коломенская» Московского метрополитена в результате разгерметизации газового баллона произошёл взрыв и возник пожар на площади пять квадратных метров. Пострадали шесть человек, двое из них госпитализированы[51].
- 23 декабря — на Кольцевой линии запущен «Футбольный поезд».
- 24 декабря — введено в эксплуатацию электродепо ТЧ-16 «Митино».
- 29 декабря — открытие после года реконструкции и замены эскалатора станции «Фрунзенская», раньше намеченного срока 28 февраля 2017 года.
- 30 декабря — начало тестового движения без пассажиров на участке «Парк Победы» — «Раменки» длиной 7,3 км в составе Солнцевской линии[52]. Также для пассажиров открыты вторые выходы с вестибюлями на станциях «Бутырская» (южный вестибюль № 1) и «Фонвизинская» (северный вестибюль № 2) Люблинско-Дмитровской линии[53]. и новая часть наземного вестибюля станции «Петровско-Разумовская», связанная наклонным ходом с четырёхленточным эскалатором со вторым залом станции. Наклонный ход временно работает только на подъём[50].

### 2017 год
- Ночь с 31 декабря на 1 января — впервые метро работало для пассажиров всю ночь с интервалом движения поездов от 3,5 до 15 минут, на Кольцевой линии 3 минуты 45 секунд. В дальнейшем ночной перерыв в Новогоднюю ночь был окончательно отменён.
- 1 января — повышена стоимость проезда по ряду билетов. В частности, по карте «Тройка» цена поездки составила 35 рублей (54 рубля по тарифу «90 минут»), «Единый» на одну поездку стоит 55 рублей, «90 минут» на одну поездку — 65 рублей[54]. В связи с необходимостью перенастройки кассовых аппаратов и билетных автоматов под новые тарифы во время ночной работы метро продажа проездных билетов была ограничена.
- 23 января — монорельс переведён на экскурсионный режим: интервал движения 30 минут, режим работы с 8:00 до 20:00.
- 25—30 января — второе закрытие движения по перегону «Парк Победы» — «Деловой центр» для наладки оборудования на строящемся участке Солнцевской линии от станции «Деловой центр» до станции «Раменки»[55].
- 30 января — закрыта на реконструкцию старая часть северного наземного вестибюля станции «Петровско-Разумовская».
- Февраль — установка экранов с информацией о расположении пассажиров на эскалаторах на станции «Киевская».
- 18 февраля — в рамках капитального ремонта станций Филёвской линии закрыт северный вестибюль станции «Кутузовская»[56].
- 24 февраля — на станции «Пушкинская» появилась полка буккроссинга.
- Начало марта — в пассажирских зонах станций и на эскалаторных наклонах зазвучало аудиосообщение о необходимости придерживать входные двери вестибюлей.
- 4 марта — в рамках капитального ремонта станций Филёвской линии закрыта часть платформы станции «Пионерская» при следовании из центра[57].
- 10 марта — в поездах добавилось оповещение «Уважаемые пассажиры! Будьте взаимно вежливы друг с другом! Придерживайте входные двери в вестибюлях станций, совершая поездку в метро».
- 16 марта —
  - Открытие для пассажиров участка Солнцевской линии «Парк Победы» — «Раменки» длиной 7,3 км, включающего 3 новых станции — «Минская», «Ломоносовский проспект» и «Раменки»[58]. Таким образом, число действующих станций возросло с 203 до 206, а протяжённость эксплуатируемых путей увеличилась до 346 км.
  - Одновременно участок «Парк Победы» — «Деловой центр» переведён на двухпутный режим вместо челнока. Оборот по станции «Деловой центр» осуществляется через тупик со стороны станции «Парк Победы» с тремя изменениями направления движения, вследствие чего интервал движения на всей Солнцевской линии 6—8 минут.
  - На станции «Парк Победы» открыта вторая половина подземного вестибюля с наклонным ходом, соединяющим вестибюль со вторым залом станции. Из новой части вестибюля открыт выход к улице Генерала Ермолова.
- 21 марта — на Серпуховско-Тимирязевской линии запущен поезд «Плехановец», посвящённый Российскому экономическому университету имени Плеханова.
- 25 марта — закрытие на реконструкцию южного вестибюля станции «Спортивная» для замены эскалаторов ориентировочно до 30 января 2018 года.
- Апрель —
  - Отдельные рейсы поездов начали следовать по маршруту «Раменки» Солнцевской линии — «Партизанская» Арбатско-Покровской линии.
  - На всех линиях, где этого ещё не было, постепенно объявление станций дополнено переводом на английский язык[59][60].
- 14 апреля — начало пассажирской эксплуатации электропоездов 81-765/766/767 «Москва» на Таганско-Краснопресненской линии.
- 6 мая — открыт после реконструкции северный вестибюль станции «Кутузовская», при этом переход на МЦК из него продолжает строиться[61][62].
- 15 мая — новым начальником Московского метрополитена назначен Виктор Козловский (вступил в должность 23 мая)[63].
- 26 мая — на Замоскворецкой линии запущен поезд «Времена и эпохи. Собрание».
- 29 мая — на Серпуховско-Тимирязевской линии запущен поезд «Россия — моя история», посвящённый историческому парку на ВДНХ.
- 31 мая — открытие после реконструкции северного вестибюля станции «Красные Ворота».
- Июнь — на Таганско-Краснопресненской линии прекращена эксплуатация вагонов 81-717/714
- 1 июня — прекращена трансляция коммерческой рекламы на территории метрополитена.
- 2 июня — на станции «Комсомольская» в продаже появилась объединённая транспортная карта «Тройка—Подорожник». Аналогичные карты «Подорожник—Тройка» одновременно поступили в продажу в южном вестибюле станции Петербургского метрополитена «Площадь Восстания».
- 6 июня — закрытие на реконструкцию восточного вестибюля станции «Кунцевская».
- 16 июня — закрытие на реконструкцию восточного вестибюля станции «Филёвский парк»
- 30 июня — открыты после реконструкции платформы станций «Студенческая» и «Фили» в сторону из центра, а также западный вестибюль станции «Фили». Таким образом, завершился первый этап комплексной реконструкции Филёвской линии.
- Июль — объединённая транспортная карта «Тройка—Подорожник» поступила в продажу на станциях «Белорусская», «Домодедовская», «Киевская», «Красногвардейская», «Курская», «Павелецкая», «Планерная», «Речной вокзал», «Саларьево», «Сходненская», «Тушинская», «Юго-Западная».
- 1 июля — начало второго этапа комплексной реконструкции Филёвской линии. Закрываются платформы станций «Студенческая», «Фили», «Багратионовская» в сторону центра, станции «Филёвский парк» из центра. Работы будут продолжены в восточных вестибюлях станций «Фили», «Кунцевская» и «Филёвский парк», западном вестибюле станции «Пионерская»[64][65].
- 24 августа — на Кольцевой линии запущен поезд «Москва — 870» ко Дню города.
- 8 сентября — технический пуск первого участка Большой кольцевой линии «Деловой центр» — «Петровский парк» без подачи напряжения на контактный рельс и его первая обкатка делегацией мэра на дизельных автомотрисах[66].
- Ночь с 9 на 10 сентября — в День города метро работало для пассажиров всю ночь. В 2018 году данный режим работы также был повторён.
- 1 октября — открыты платформы станций Филёвской линии «Фили» и «Студенческая» по направлению в центр.
- 5 октября — на станции «Кунцевская» Филёвской и Арбатско-Покровской линий в связи с ремонтом общей совмещённой платформы закрывается западный вестибюль (ремонт восточного продолжается), закрывается южная половина совмещённой платформы: нет остановки по Арбатско-Покровской линии из центра.[67][68]
- 18 октября — закрыта платформа станции «Кутузовская» в сторону центра[69].
- 28 октября—3 ноября — закрыт участок Таганско-Краснопресненской линии «Выхино» — «Котельники» для прокладки туннеля Некрасовской линии.
- 7 ноября — на Кольцевой линии запущен поезд «Россия, устремлённая в будущее».
- 28 ноября — на Кольцевой линии запущен поезд «FIFA World Cup Russia 2018».
- 30 ноября — на Кольцевой линии запущен поезд «Зелёное метро».
- 7 декабря — на Кольцевой линии запущен поезд «Наука будущего».
- 10 декабря — открыт после реконструкции восточный вестибюль станции «Фили».
- 11 декабря — на Таганско-Краснопресненской линии запущен поезд «Дальневосточный экспресс».
- 16—17 декабря, 23—24 декабря — закрыт участок «Речной Вокзал» — «Сокол» для работ по присоединению участка до «Ховрино»[70]
- 17 декабря — открыт после реконструкции западный вестибюль станции «Пионерская», также снова открыта остановка поездов при следовании из центра, но только из первых двух вагонов.[71][72]
- 21 декабря —
  - на Кольцевой линии запущен поезд «Путешествие в Рождество».
  - закрыт на реконструкцию восточный вестибюль станции «Пионерская».
- 25 декабря — на Кольцевой линии запущен поезд «С новым годом, Москва!».
- 30 декабря —
  - открыт второй выход на станции «Москва-Сити» с вестибюлем в подземном уровне комплекса IQ-квартал[73].
  - после реконструкции полностью открыт объединённый северный вестибюль станций «Петровско-Разумовская» Серпуховско-Тимирязевской и Люблинско-Дмитровской линий[73].
- 31 декабря — открылась 207-я станция метро «Ховрино» на Замоскворецкой линии.

### 2018 год
- 2 января — повышена стоимость проезда по «Тройке»: одна поездка — с 35 до 36 рублей, тариф «90 минут» — с 54 до 56 рублей. Цена билета «Единый» на одну поездку осталась прежней. Билеты «90 минут» на 1, 2, 60 поездок упразднены[74].
- Ночь с 6 на 7 января — в Рождественскую ночь метро работало до 2 часов ночи.
- 9 января — технический пуск северного участка Люблинско-Дмитровской линии «Петровско-Разумовская» — «Селигерская» и его обкатка делегацией мэра на дизельных автомотрисах.
- 10 января — начало эксплуатации восьмивагонных поездов на Сокольнической линии[75].
- 8 февраля — на Арбатско-Покровской линии запущен поезд «Мой Маршак» к 130-летию со дня рождения поэта.
- 21 февраля — на станции «Багратионовская» закрыта посадка/высадка при следовании из центра, открыта посадка/высадка в центр, только из первых двух вагонов.
- 24 февраля — закрыта половина перегона Солнцевской линии «Парк Победы» — «Деловой центр» для работ по присоединению первого участка Большой кольцевой линии, станция «Деловой центр» закрылась до построения за ней оборотных тупиков[76]. 24—25 февраля движение от «Раменок» осуществляется до «Партизанской» с оборотом по среднему пути с интервалом в 8 минут.
- 25 февраля — открыт северный вестибюль станции «Ленинский Проспект».
- 26 февраля — пущен первый участок Большой Кольцевой линии длиной 10,5 км с пятью станциями — «Деловой центр», «Шелепиха», «Хорошёвская», «ЦСКА», «Петровский парк». Таким образом, число станций увеличилось до 212 (включая одну временно закрытую), а протяжённость эксплуатируемых путей увеличилась до 360 км. При этом открыто вилочное движение: «Петровский парк» — «Шелепиха» — «Раменки» (линия 8А) и «Петровский парк» — «Шелепиха» — «Деловой центр» (линия 11). Открыт восточный вестибюль «Полежаевской», ставший пересадочным на «Хорошёвскую» (западный вестибюль стал также пересадочным на «Хорошёвскую» позднее). Подземная пересадка с «Петровского парка» на «Динамо» не открыта, переход осуществляется через улицу без доплаты (аналогично переходу на МЦК).
- 10 марта — на один день закрыт участок «Петровско-Разумовская» — «Марьина Роща» Люблинско-Дмитровской линии для завершения работ по присоединению нового участка до «Селигерской»[77].
- 20 марта — открыт после замены эскалаторов южный вестибюль станции «Спортивная» Сокольнической линии[78].
- 22 марта — открыт новый участок Люблинско-Дмитровской линии с тремя станциями — «Окружная», «Верхние Лихоборы» и «Селигерская». В результате число станций увеличилось до 215. «Селигерская» стала 215-й юбилейной[79].
- 24—30 марта — закрыт участок Таганско-Краснопресненской линии «Выхино» — «Котельники» для прокладки туннеля Некрасовской линии.
- 30 марта — на Замоскворецкой линии запущен поезд «Малый театр».
- Апрель — на Сокольнической линии прекращена эксплуатация вагонов 81-717/714
- 7—8 апреля — закрытие восточного вестибюля станции «Фили» для монтажных работ[80].
- 9 апреля — северный вестибюль станции «Кутузовская» закрыт на ремонт. Остановка поездов в центр возобновлена после ремонта платформы. Нет остановки поездов из центра в связи с ремонтом второй части платформы[81].
- 22 апреля — закрыт на реконструкцию западный вестибюль станции «Полежаевская». После реконструкции он стал, как и восточный, объединённым вестибюлем станций «Полежаевская» и «Хорошевская».
- 23 апреля — На Кольцевой линии запущен поезд «Московская весна a cappela».
- 26 апреля — открыта после ремонта часть платформы станции «Багратионовская» по направлению из центра. Посадка и высадка пассажиров производится из всех вагонов, кроме первого.
- 2 мая — открыт второй выход станции «Минская» (на нечётную сторону Минской улицы).
- 11 мая — закрыт южный вестибюль станции «Каховская» для проведения ремонтных работ в пассажирской зоне.
- 12 мая — в метро началась работа новой системы информирования пассажиров в поездах.
- 14 мая — начало пассажирской эксплуатации электропоездов 81-765/766/767 «Москва» на Калужско-Рижской линии.
- До 15 мая — открыт выход № 7 станции «Раменки» (к Раменскому бульвару).
- 26—27 мая — закрыт участок Филёвской линии «Кунцевская» — «Киевская» для ремонта путей.
- 10 июня — открыта платформа станции «Кутузовская» по направлению из центра.
- 11 июня — открыто электродепо ТЧ-19 «Лихоборы» только с правым перегонным тоннелем.
- 16—17 июня, 30 июня—1 июля, 14—15 июля, 28—29 июля, 22—23 сентября — закрыт участок Филёвской линии «Кунцевская» — «Киевская» для реконструкции[82].
- 18 июня — после реконструкции открыт восточный вестибюль станции «Филёвский парк», западный вестибюль закрыт на ремонт.
- 21 июня — технический пуск участка «Раменки» — «Рассказовка».
- 29 июня — на Филёвской линии прекращена эксплуатация вагонов 81-717/714.
- 16 июля — открыт после реконструкции западный вестибюль станции «Багратионовская», закрыт восточный вестибюль.
- 16 июля — 24 ноября — станция «Ховрино» закрывается в 23.00 в целях достройки «Беломорской». Станция «Речной вокзал» на это время снова является конечной[83][84].
- 30 июля — на Замоскворецкой линии запущен поезд «ЦСКА».
- 4—5 августа — закрыты вестибюли 2 станций метро: южный вестибюль станции «Люблино» и вестибюль станции Третьяковская для ремонта в пассажирской зоне.
- 24 августа — закрыты вестибюли 3 станций метро: северный вестибюль станции «Люблино», южный вестибюль станции «Марьино» и западный вестибюль станции «Новогиреево» для реконструкции.
- 25 августа — на один день закрыт участок «Шелепиха» — «Раменки» для завершения работ по присоединению нового участка до «Рассказовки».
- 30 августа — открыт участок «Раменки» — «Рассказовка» Солнцевской линии, включающего в себя 7 новых станций — «Мичуринский проспект», «Озёрная», «Говорово», «Солнцево», «Боровское шоссе», «Новопеределкино» и «Рассказовка». Таким образом, число станций увеличилось до 222 (включая одну временно закрытую). В этот день было введено в эксплуатацию электродепо ТЧ-18 «Солнцево».
- 1 сентября — на Кольцевой линии запущен поезд «Градоначальники Москвы».
- 6 сентября—29 декабря — в связи с ремонтом закрыт прямой переход со станции «Хорошёвская» на станцию «Полежаевская» при движении из центра[85].
- Ночь с 8 на 9 сентября — в День Города метро работало всю ночь.
- 10 октября — на Кольцевой линии запущен поезд «Привет, Москва».
- 12—15 октября — закрыты вестибюли 2 станций метро: северный вестибюль станции «Люблино» и южный вестибюль станции «Марьино» для ремонта в пассажирской зоне.
- Ночь со 2 на 3 ноября — на Замоскворецкой линии запущен поезд, посвящённый 120-летию МХТ им. А. П. Чехова.
- 8 ноября — на Кольцевой линии запущен поезд, посвящённый XXIX Всемирной зимней универсиаде.
- 24—25 ноября, 8—9 декабря, 15—16 декабря — закрыта станция «Ховрино» для завершения работ по присоединению нового участка до «Беломорской».
- 29 ноября — закрыт северный вестибюль станции «Черкизовская» для монтажных работ.
- 5 декабря — на Арбатско-Покровской линии запущен поезд «Поезд изменений: истории волонтёров».
- 16 декабря, 23 декабря — закрыты станции «ЦСКА» и «Петровский парк» для завершения работ по присоединению нового участка до «Савёловской».
- 20 декабря — открылась 223-я станция метро «Беломорская» на Замоскворецкой линии.
- 30 декабря — открылась 224-я станция метро «Савёловская» при продлении Большой кольцевой линии на 1,9 км.
- На Солнцевской и Большой кольцевой линии началась эксплуатация восьмивагонных поездов.

### 2019 год
- 2 января — повышена стоимость проезда по «Тройке»: одна поездка — с 36 до 38 рублей, тариф «90 минут» — с 56 до 59 рублей. Билеты «90 минут» на 20, 40 поездок и 7 суток упразднены[86].
- 2—5 января — закрыт участок «Курская» — «Партизанская», по 8 января — участок «Партизанская» — «Щёлковская» Арбатско-Покровской линии для замены средств сигнализации и связи[87].
- 4—8 января — закрыт участок «Выхино» — «Котельники» Таганско-Краснопресненской линии для подключения Некрасовской линии[88].
- Ночь с 6 на 7 января — в Рождественскую ночь метро работало до 2 часов ночи.
- 9 января — на Филёвской линии прекращена эксплуатация вагонов «Русич»
- 15 января— утром произошёл кратковременный прорыв несвязного грунта в тоннель на станции «Окружная», до 10:15 был закрыт участок Люблинско-Дмитровской линии от станции «Петровско-Разумовская» до станции «Селигерская»[89].
- 16—22 февраля — закрыт участок Сокольнической линии «Комсомольская» — «Бульвар Рокоссовского» для прокладки туннеля Большой кольцевой линии[90].
- 30 марта — закрыта станция «Каховская» на два года в связи с реконструкцией и последующим включением в состав Большой кольцевой линии.
- 30 марта—5 апреля — повторно закрыт участок Сокольнической линии «Комсомольская» — «Бульвар Рокоссовского».
- 5—10 апреля — закрыт участок Таганско-Краснопресненской линии для подключения Некрасовской линии.
- 3 июня — пущен первый участок Некрасовской линии длиной 6,9 км с четырьмя станциями — «Косино», «Улица Дмитриевского», «Лухмановская», «Некрасовка». Таким образом, число станций увеличилось до 228. В этот день было введено в эксплуатацию электродепо ТЧ-20 «Руднёво».
- 20 июня — открыт участок «Саларьево» — «Новомосковская» Сокольнической линии, включающий 4 новые станции — «Филатов Луг», «Прокшино», «Ольховая» и «Новомосковская». Общее число станций увеличилось до 232.
- 17 октября — открыт после реконструкции западный вестибюль станции «Полежаевская»[91].
- 26 октября — закрыты станции «Варшавская» и «Каширская» Каховской линии на два года в связи с реконструкцией и последующим включением в состав Большой кольцевой линии. С этим закрытием Каховская линия прекратила своё существование.

### 2020 год
- 1 февраля — повышена стоимость проезда по «Тройке»: одна поездка — с 38 до 40 рублей, билет «Единый» на одну поездку — с 55 до 57 рублей[92].
- 22 февраля — закрыта на реконструкцию станция «Смоленская» Арбатско-Покровской линии для замены эскалаторов. Ориентировочный срок работ — 2 года.
- 27 марта — открыт участок «Косино» — «Лефортово» Некрасовской линии, включающий 6 новых станций — «Юго-Восточная», «Окская», «Стахановская», «Нижегородская», «Авиамоторная», «Лефортово». Общее число станций увеличилось до 238.
- 11 июня — прекращение эксплуатации метровагонов типа Еж-3, Еж-6 и Ем-508Т на Таганско-Краснопресненской линии.
- 22 августа — закрыта станция «Рижская» Калужско-Рижской линии для замены эскалаторов и ремонта вестибюля. Ориентировочный срок работ — 1 год.
- 12 сентября — частично закрыта на реконструкцию станция «Каширская» Замоскворецкой линии (поезда из центра не останавливаются на станции), а также закрыты выходы 1 и 2. По первоначальному плану — до 25 января 2021 года, в январе 2021 года срок реконструкции павильона продлили до IV квартала 2021 года, платформы — до 8 февраля 2021 года.
- 6 октября — начало пассажирской эксплуатации электропоездов 81-775/776/777 «Москва-2020» на Кольцевой линии.
- 21 ноября — На 1 год закрыт вестибюль станции «Новослободская» для реконструкции вестибюля и замены эскалаторов. Станция принимает пассажиров, работает переход на станцию «Менделеевская».
- 1 декабря — начало пассажирской эксплуатации электропоездов 81-775/776/777 «Москва-2020» на Калужско-Рижской линии.
- 12 декабря после строительства пошёрстного съезда повторно открылась станция «Деловой центр» Солнцевской линии. С текущего момента Солнцевская линия отделена от БКЛ (движение осуществляется на участке «Деловой центр» — «Рассказовка»).
- 12—14 декабря закрыт участок Некрасовской линии метро от «Нижегородской» до «Лефортова». Это связано с подготовкой к открытию новой станции «Электрозаводская» Большой кольцевой линии (БКЛ), которая пока будет работать в составе Некрасовской линии.
- 12—21 декабря закрыт участок Большой кольцевой линии от станции «Деловой центр» до «ЦСКА». В составе БКЛ на данный период 3 станции: «Савёловская», «Петровский парк», «ЦСКА». По двум путям ходят 2 «челнока» (маршруты 051 и 052). После открытия указанного участка (и, тем самым, возобновления движения на участке «Савёловская» — «Деловой центр») участок «Савёловская» — «Шелепиха», ранее совместно использовавшийся двумя линиями, используется только БКЛ.
- 29 декабря — открыт прямой переход со станции «Динамо» на станцию «Петровский парк»[93].
- 31 декабря — открыта 239-я станция Московского метрополитена — «Электрозаводская» Большой кольцевой линии. Временно в составе Некрасовской линии[94], временно — без прямого перехода на Арбатско-Покровскую линию. Переход по улице занимает 6 минут (с платформы на платформу).

### 2021 год
- 2 января — стоимость разовой поездки в Московском метрополитене по карте «Тройка» составила 42 рубля (на 2 рубля выше прежнего тарифа)[95][96].
- 23 января—3 февраля — закрыт участок Калужско-Рижской линии от станции «Новые Черёмушки» до станции «Беляево» (для пассажиров закрыта станция «Калужская», поезда ходят от станции «Медведково» до станции «Новые Черёмушки» и от станции «Беляево» до станции «Новоясеневская»). На время закрытия организуется компенсационный маршрут автобуса КМ[97] с остановками «Беляево», «Калужская», «Новые Черёмушки».
- 9 февраля — изменения в работе станции «Каширская». С текущего дня и ориентировочно по 31 августа поезда Замоскворецкой линии из центра снова останавливаются на станции, а в центр — проезжают станцию без остановок. Для пассажиров по-прежнему закрыты входы/выходы № 1 и № 2.
- 13 февраля—14 марта — Закрытия выходов станции «Щукинская» (Выходы 1 и 3 полностью закрыты; выход 2 — закрыт по выходным и праздникам)[98].
- 21 февраля—29 мая — для реставрации закрыт южный вестибюль станции «Динамо» (выход 2)[99].
- 20 марта—30 марта — для строительства второго тоннеля БКЛ закрыт участок Калужско-Рижской линии от станции «Новые Черёмушки» до станции «Беляево» (для пассажиров закрыта станция «Калужская», поезда ходят от станции «Медведково» до станции «Новые Черёмушки» и от станции «Беляево» до станции «Новоясеневская»). На время закрытия организуется компенсационный маршрут автобуса КМ[100][101] с остановками «Беляево», «Калужская», «Новые Черёмушки».
- 1 апреля — открыты станции «Народное Ополчение» и «Мнёвники» Большой кольцевой линии. Общее число станций увеличилось до 241.[102]. При этом на указанной линии возникло вилочное движение: «Савёловская» — «Хорошёвская» — «Мнёвники» (линия 11) и «Савёловская» — «Хорошёвская» — «Деловой центр» (линия 11А). Причём для второго из указанных участков вилочное движение существовало и ранее, с момента его запуска, но тогда участок, общий для обоих направлений, считался участком не одной линии, а единым сразу для двух различных (как по номеру, так и по названию и цветовому обозначению на схеме) линий [Солнцевской (8А) и Большой Кольцевой (11, позднее этот её участок получил обозначение 11А)] и, начинаясь, как и после возобновления вилочного движения, от общей конечной, станции «Савёловская» (до её ввода в эксплуатацию — от «Петровского парка»), заканчивался на одну станцию дальше — на станции «Шелепиха».
- 1 мая—13 мая — для строительства БКЛ закрыт участок Люблинско-Дмитровской линии от станции «Дубровка» до станции «Волжская» (для пассажиров закрыты станции «Печатники» и «Кожуховская»)[103][104].
- 19 июня — на Кольцевой линии прекращена эксплуатация вагонов «Русич»
- 9 июля — после реконструкции раньше намеченного срока открылась станция «Смоленская» Арбатско-Покровской линии[105].
- 17 июля — для подключения Большой кольцевой линии закрыт участок Сокольнической линии от станции «Спортивная» до станции «Тропарёво». На время закрытия организуется компенсационный маршрут автобуса КМ[106] с остановками у закрытых станций.
- 26 июля — станции «Воробьёвы горы», «Университет» и «Юго-Западная» вновь открылись для пассажиров. Компенсационный маршрут автобуса КМ продолжает работу у станций «Университет», «Проспект Вернадского» и «Юго-Западная».
- 9 августа — для пассажиров вновь открыт участок Сокольнической линии «Университет» — «Юго-Западная», но до 23 августа поезда не останавливаются на станции «Проспект Вернадского». Компенсационный маршрут автобуса КМ продолжает работу у станций «Университет», «Проспект Вернадского» и «Юго-Западная».
- 23 августа — станция «Проспект Вернадского» открыта для пассажиров. Сокольническая линия работает в штатном режиме.
- 1 сентября — изменения в работе станции «Каширская». С текущего дня поезда Замоскворецкой линии останавливаются на станции при движении в обоих направлениях. Для пассажиров по-прежнему закрыты входы/выходы № 1 и № 2 и переходный мостик в центре залов.
- 17 сентября — 19 ноября — на станции «Курская» для ремонта эскалаторов закрыт вход/выход № 1.
- 14 октября — начало пассажирской эксплуатации электропоездов 81-775/776/777 «Москва-2020» на Большой кольцевой линии.
- 29 октября—31 октября — для подключения к сети новых станций западного участка БКЛ закрыт участок от станции «Хорошёвская» до станции «Мнёвники» (для пассажиров закрыты станции «Народное Ополчение» и «Мнёвники»)[107].
- 7 декабря — открыт западный участок Большой кольцевой линии от станции «Мнёвники» до станции «Каховская», включающий 9 новых станций — «Терехово», «Кунцевская», «Давыдково», «Аминьевская», «Мичуринский проспект», «Проспект Вернадского», «Новаторская», «Воронцовская» и «Зюзино», а также станцию «Каховская» после реконструкции. Общее число станций увеличилось до 250[108].

### 2022 год
- 2 января — стоимость разовой поездки в Московском метрополитене по карте «Тройка» составила 46 рублей (на 4 рубля выше прежнего тарифа)[95][96].
- 6 апреля — после реконструкции открылся второй вестибюль (выходы 6-7) станции «Каховская» Большой кольцевой линии.
- 30 апреля—4 мая — для строительства пересадки с ЛДЛ на БКЛ закрыт участок Люблинско-Дмитровской линии от станции «Дубровка» до станции «Волжская» (для пассажиров закрыты станции «Печатники» и «Кожуховская»).
- 23 июля—15 августа — для присоединения участка БКЛ «Савёловская» — «Электрозаводская» временно закрыто пассажирское движение на Большой Кольцевой линии от станции «Савёловская» до станции «Петровский парк».
- 7 мая — открыта после реконструкции станция «Рижская» Калужско-Рижской линии.
- 3 ноября — полностью открыт ТПУ «Окружная». В него входят одноимённые станции ЛДЛ, МЦК и МЦД1.
- 4 ноября—8 ноября и 3 декабря—6 декабря — для прокладки тоннелей будущей Троицкой линии закрыт участок Калужско-Рижской линии от станции «Октябрьская» до станции «Новые Черёмушки» (для пассажиров закрыты станции «Шаболовская», «Ленинский проспект», «Академическая» и «Профсоюзная»).
- 12 ноября — для реконструкции тоннеля «Кантемировская» — «Царицыно» примерно на полгода (до весны 2023 года) для пассажиров закрыт участок Замоскворецкой линии «Автозаводская» — «Орехово».
- 30 ноября — состоялся технический пуск северо-восточного участка Большой кольцевой линии от «Савеловской» до «Электрозаводской» — проехал в тестовом режиме поезд «Москва-2020».
- 14 декабря — проведён технический пуск участка от станции «Каховская» до станции «Каширская» уже в составе Большой кольцевой линии.
- 23 декабря — после реконструкции вновь открыта эскалаторная галерея на станции «Воробьёвы горы».
- 30 декабря — мэр Москвы С. Собянин провёл технический пуск Восточного участка БКЛ — поезд «Москва-2020» в тестовом режиме прошел 10,7 км от станции «Каширская» до станции «Нижегородская».

### 2023 год
- 2 января—7 января — для обновления системы, которая отвечает за безопасность и управление движением поездов, на Кольцевой линии (5) введено одностороннее следование поездов: 2—4 января против движения часовой стрелки, 5—7 января по часовой стрелке.
- 17 февраля — Некрасовская линия становится на 3 станции короче: Станции «Авиамоторная», «Лефортово» и «Электрозаводская» переходят на Большую кольцевую линию.
- 17 февраля—19 февраля — на участке «Электрозаводская» — «Нижегородская» нет движения с пассажирами.
- 20 февраля:
  - началось пассажирское движение участка «Электрозаводская» — «Нижегородская» в составе Большой кольцевой линии. Станция «Нижегородская» Большой кольцевой линии стала 251-й станцией метрополитена.
  - открыто электродепо «Нижегородское», обслуживающее Большую кольцевую линию.
- 1 марта — полностью открыта Большая кольцевая линия. Открыты станции: «Кленовый бульвар», «Нагатинский Затон», «Печатники», «Текстильщики», «Сокольники», «Рижская» и «Марьина Роща», а также станции «Варшавская» и «Каширская» после реконструкции. Общее число станций увеличилось до 258[109]. До отделения от Большой кольцевой линии участка «Шелепиха» — «Деловой центр» сохраняется маршрутное («вилочное») движение: часть поездов ходит по маршруту 11А «Савёловская» — «Деловой центр».
- 10 мая — участок Замоскворецкой линии «Автозаводская» — «Орехово» вновь открылся для пассажиров. Замоскворецкая линия работает полностью.
- 26—27 августа — для подключения к сети новых станций северного участка Люблинско-Дмитровской линии участок «Петровско-Разумовская» — «Селигерская» временно закрыт. Станция «Петровско-Разумовская» на этот период становится конечной.
- 6 сентября — на южном участке Солнцевской линии открыты станции «Пыхтино» и «Аэропорт Внуково». Общее число станций увеличилось до 260[110].
- 7 сентября — на северном участке Люблинско-Дмитровской линии открыты станции «Яхромская», «Лианозово» и «Физтех». Общее число станций увеличилось до 263[111].
- Декабрь — на Калужско-Рижской линии прекращена эксплуатация вагонов 81-717/714.
- 30 декабря — открыт дополнительный переход между станциями «Севастопольская» и «Каховская».

### 2024 год
- 3 января—8 января — по просьбе ПАО «МОЭК» закрывается движение поездов на участке «Октябрьская» — «Новые Черёмушки» Калужско-Рижской линии. Вдоль закрытого участка организован автобусный маршрут КМ[112].
- 9 января — введено в эксплуатацию электродепо ТЧ-22 «Аминьевское».
- 11 марта — начало пассажирской эксплуатации электропоездов 81-775.2/776.2/777.2 «Москва-2024» на Замоскворецкой линии[113].
- 3 апреля — переименование станций «Международная» и «Выставочная» Филёвской линии в «Москва-Сити» и «Деловой центр» соответственно[114].
- 1—11 мая — на станции «Окружная» закрыт проход к выходам 2-3 и пересадка на станцию МЦК Окружная[115]
- 20 мая — разовая поездка по карте «Тройка» теперь стоит 57 рублей (вместо 54 рублей), без «Тройки» — 70 рублей[116]
- 22 июня — прекратило своё существование вилочное движение на Большой кольцевой линии. Станции «Деловой центр» и «Шелепиха» закрыты и откроются уже в составе Рублёво-Архангельской линии[117].
- 5 июля — станция «Коммунарка» Сокольнической линии переименована в «Новомосковскую»[118].
- 24—28 августа — для подключения станции «Потапово» на участке «Саларьево» — «Новомосковская» Сокольнической линии нет движения с пассажирами[119].
- 5 сентября — на южном участке Сокольнической линии открыта станция «Потапово». Общее число станций увеличилось до 264.
- 7 сентября:
  - открыт первый участок Троицкой линии со станциями «Новаторская», «Университет дружбы народов», «Генерала Тюленева» и «Тютчевская». Общее число станций увеличилось до 268.
  - начало пассажирской эксплуатации электропоездов 81-775.2/776.2/777.2 «Москва-2024» на Троицкой линии.
- 28 декабря — на Троицкой линии открыты новые станции: «Корниловская», «Коммунарка» и «Новомосковская» (с пересадкой на одноимённую станцию Сокольнической линии). Общее число станций увеличилось до 271.
- 30 декабря — открыты пересадки на станциях Авиамоторная Калининской линии и БКЛ, а также на станциях Электрозаводская Арбатско-Покровской линии и БКЛ.

### 2025 год
- 1—2 марта, 15—16 марта, 22—23 марта — закрыт участок Калужско-Рижской линии «Октябрьская» — «Новые Черёмушки» для строительства пересадки на будущую станцию «Академическая» Троицкой линии[120]. На время закрытия действуют бесплатные компенсационные маршруты КМ.
- 2 мая — открыт прямой переход на станции Текстильщики Таганско-Краснопресненской линии и БКЛ.
- 8 августа — введено в эксплуатацию электродепо ТЧ-23 «Столбово».

## График роста количества станций
Количество станцийГод0501001502002503001935194819611974198720002013(1) Сокольническая(2) Замоскворецкая(3) Арбатско-Покровская(4) Филёвская(5) Кольцевая(6) Калужско-Рижская(7) Таганско-Краснопресненская(8) Калининско-Солнцевская(9) Серпуховско-Тимирязевская(10) Люблинско-Дмитровская(11A) Каховская(11) Большая кольцевая(12) Бутовская(15) Некрасовская(16) Троицкая